# 印度婦女
印度婦女（英語：women in India）的地位在印度有文字紀錄的歷史中歷經過多次變遷。尤其是在印度-雅利安語支地區，她們的社會地位在古代時期出現顯著變化，在印度早期現代時期（約略為從中世紀晚期之後，到近代之前 - 18世紀末至19世紀初之間），由於社會結構、權力關係以及傳統習俗等多方面因素的影響，女性的從屬地位持續被強化。
在英國東印度公司統治時期（1757年–1857年）及英屬印度時期（1858年–1947年），印度改革人士與殖民政府推行多項改革以改善婦女地位，其中包括通過《1829年孟加拉寡婦自焚禁令》、《1856年印度寡婦再婚法》、《1870年女嬰殺害防治法》以及《1891年同意年齡法》。獨立後的印度，其憲法明文禁止性別歧視，並賦予政府權力為婦女施行特別措施。印度憲法保障婦女的權利，主要涵蓋平等、尊嚴及免於歧視，此外，印度亦制定多項法規以保障婦女權益。
印度脫離英國獨立之後，成立的政府中已有數名女性擔任過重要職務，如印度總統、總理及印度國會下議院議長。然而，印度婦女仍面臨諸多嚴峻挑戰。少女、孕婦及哺乳期婦女的營養不良比例偏高，對兒童健康造成不良影響。此外，針對婦女的暴力行為，尤其是性暴力，在印度是個值得關注的重大議題。

## 英國統治時的印度女性

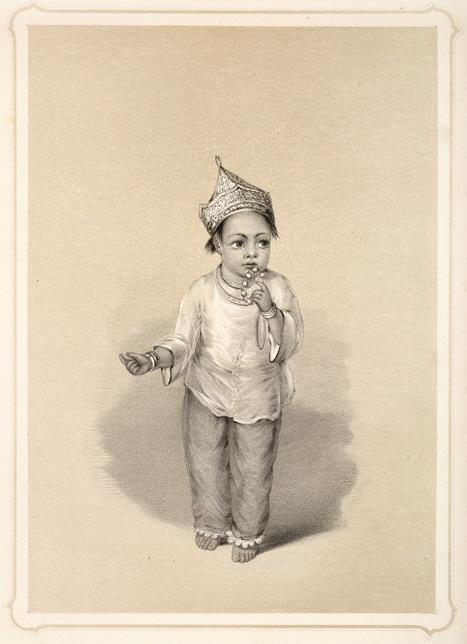
一位身著寬鬆褲子（Pyjamas）和長襯衫（kurta）的穆斯林小女孩（加爾各答，1844年。石版畫，由當年印度總督喬治·伊登的妹妹艾米莉·伊登（Emily Eden）繪製。
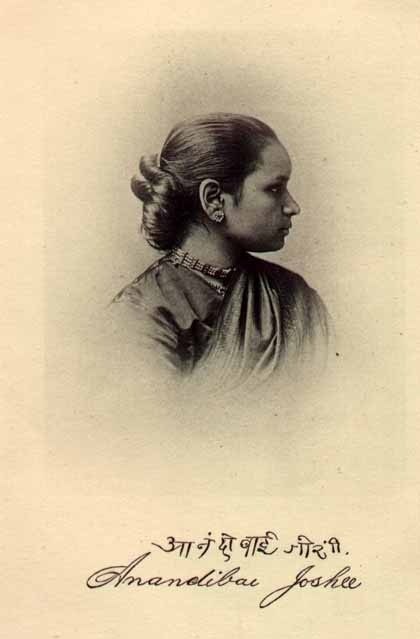
阿南迪巴伊·喬希（1886年賓夕法尼亞女子醫學院醫學博士班）。
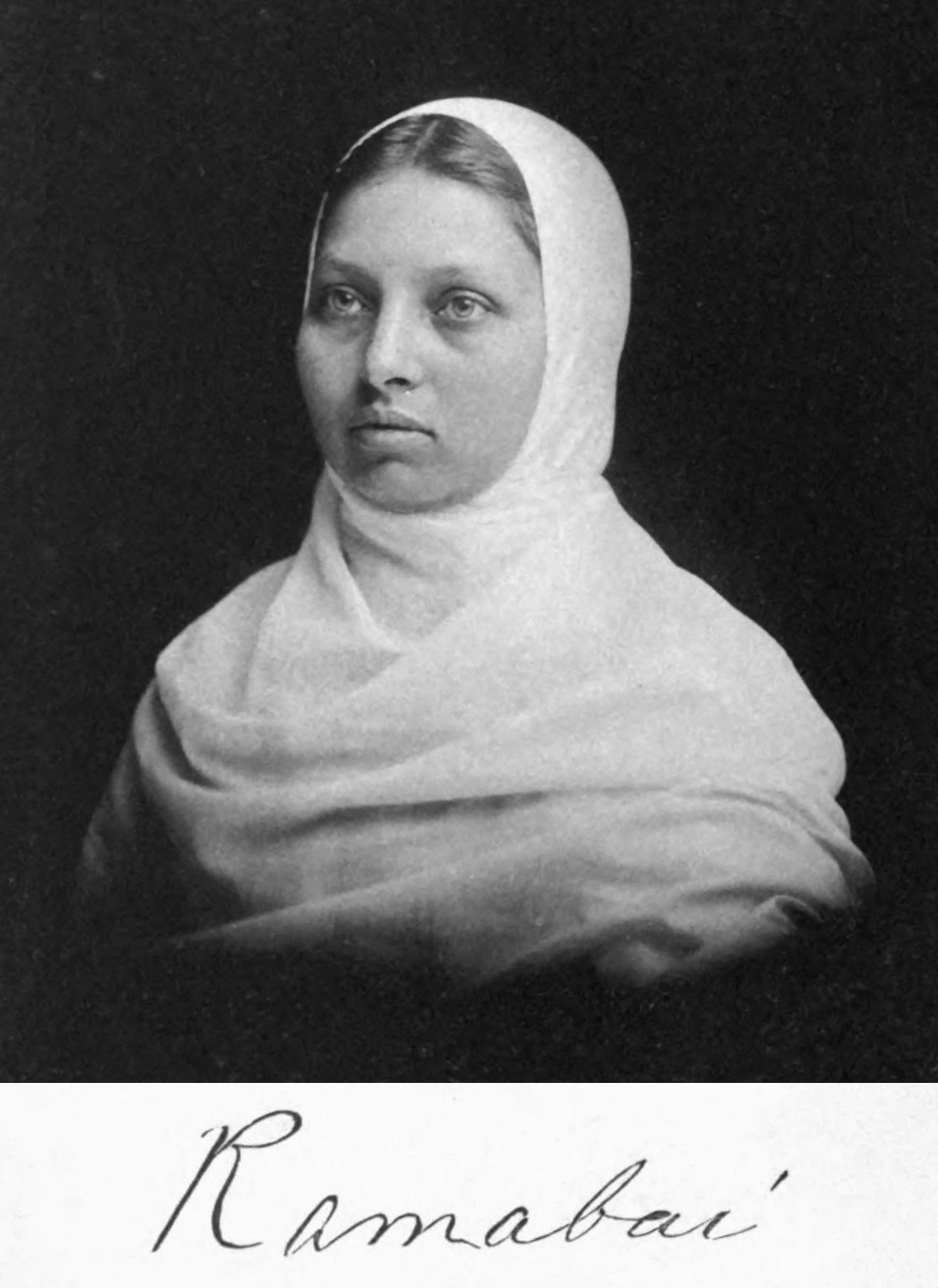
潘迪塔·拉瑪拜（英语：Pandita Ramabai）

在英屬印度時期，有如拉姆·莫漢·羅伊、伊斯爾·錢德拉·維迪亞薩加爾和喬蒂勞·普萊等許多當地的活動者為改善婦女的地位而奮鬥。一位名為皮爾里·查蘭·薩卡爾（之前曾為印度教學院（加爾各答）的學生，也是"青年孟加拉"組織成員）於1847年在加爾各答郊區巴拉薩特（Barasat）成立印度第一所免費女子學校（後來這所學校被命名為卡利克里希納女子高中）。或許這可顯示英國人在英屬印度時期並沒提供正面貢獻，但事實並非如此。英國傳教士的妻子如瑪莎·莫爾特·米德（Martha Mault née Mead）和女兒伊莉莎·考德威爾·莫爾特（Eliza Caldwell née Mault）等因在南印度開創當地女孩的教育和培訓，值得銘記。雖然拉姆·莫漢·羅伊推行初期曾遭遇當地傳統勢力反對，但他持續努力，促使當時的總督威廉·本廷克勳爵頒佈《1829年孟加拉寡婦自焚禁令》。伊斯爾·錢德拉·維迪亞薩加爾致力於改善寡婦處境的運動，則促成《1856年印度寡婦再婚法》頒佈。此外，有許多如潘迪塔·拉瑪拜的女性改革家，也為印度婦女權益提升權益。
於今日卡納塔卡邦基圖爾土邦的女統治者基圖爾·錢納瑪，為反對英國東印度公司所採的失效條款而發動武裝叛亂。占西女王拉妮·拉克希米·拜，領導1857年的印度民族起義以對抗英國。拉妮·拉克希米·拜在歷史記載和流行文化中，被譽為抵抗的象徵。阿瓦德的共同統治者貝格姆·哈茲拉特·瑪哈爾，是另一位領導1857年起義的地方女性統治者。她拒絕與英國達成協議，後來撤到尼泊爾。波帕爾的貝格姆也被認為是這一時期著名的女性統治者。她們接受過武術訓練。錢德拉穆基·博蘇、卡丹比尼·甘古利和阿南迪巴伊·喬希是幾位最早獲得大學學位的印度女性。
首個婦女代表團在1917年經由印度國民大會支持下，會見英屬印度的印度事務大臣，爭取婦女政治權利。全印度婦女教育會議於1927年在浦那舉行，此會議成為重要的推動社會變革組織。[《1929年兒童婚姻限制法（Child Marriage Restraint Act of 1929）》通過，明訂女性最低結婚年齡為14歲。聖雄甘地自身亦為12歲即童婚的受害者，其後他呼籲民眾抵制童婚，並鼓勵年輕男子迎娶童婚後喪夫的女性。

## 獨立後的印度

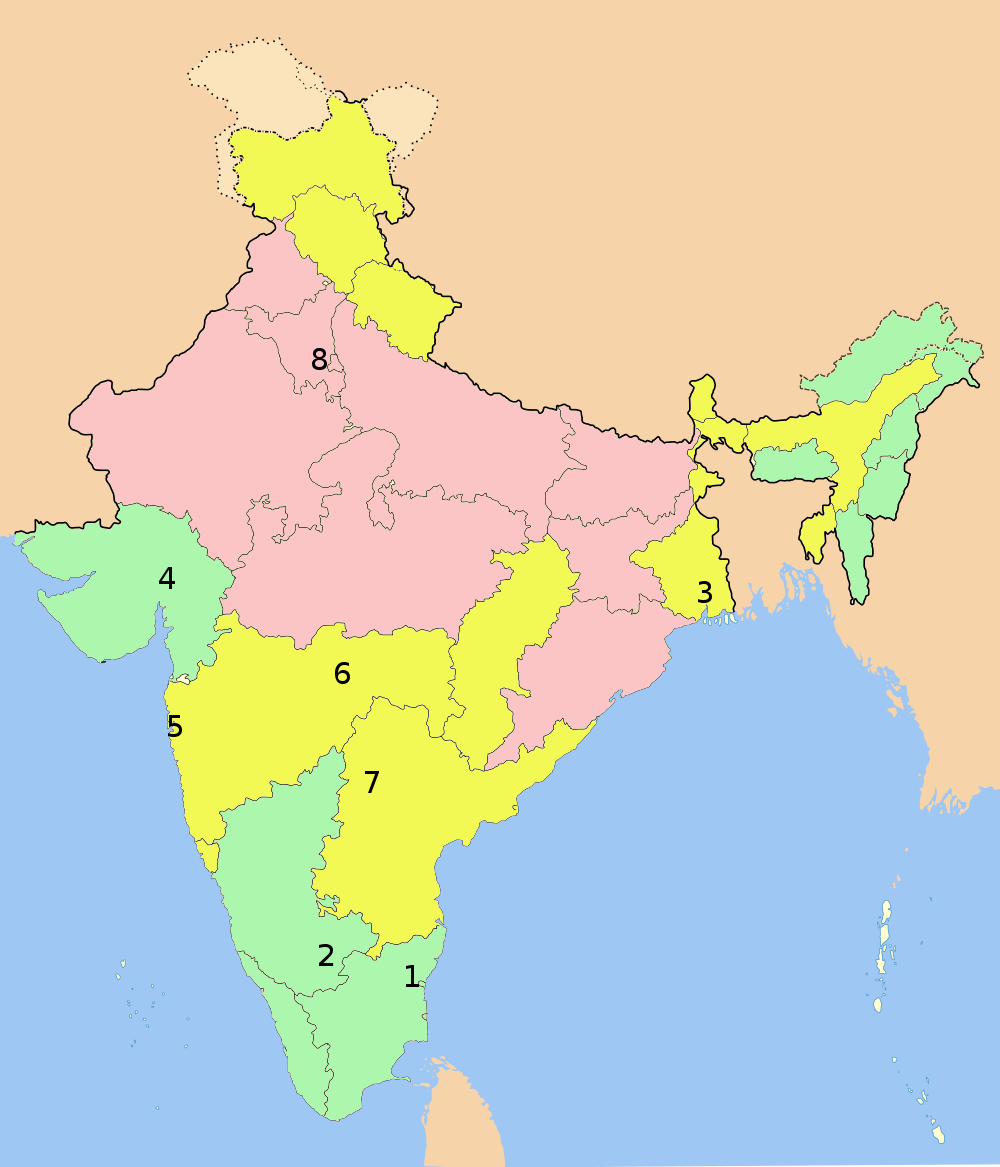
根據塔塔策略管理集團（Tata Strategic Management Group）的調查，印度各邦的女性安全指數。淺綠色表示最安全、黃色表示中等安全，而淺紅色表示最不安全。

獨立後的印度女性在教育、體育、政治及媒體等領域皆有顯著成就，但仍面臨諸多挑戰。英迪拉·甘地曾任印度總理，前後共執政15年，為全球任期最久的女性總理。
印度憲法保障該國女性享有平等權（第14條）、國家不得歧視（第15(1)條）、機會均等（第16條）、同工同酬（第39(d)條）及第42條所賦予的權利。此外，憲法亦允許國家為婦女及兒童制定特別條款（第15(3)條），禁止任何有損婦女尊嚴的行為（第51(A)(e)條），並允許國家制定相關條款，以確保工作環境的公正與人道，以及為產婦提供各種形式的協助與支持（第42條）。
印度女權運動（參閱印度女性主義運動）於1970年代末期逐漸興盛。馬圖拉強姦案是當時凝聚全國婦女團體的重要事件 - 警察在警局內性侵少女馬圖拉，卻獲判無罪，引發1979至1980年間全國各地抗議。經歷全國媒體廣泛報導，印度政府被迫修正《1872年證據法（Indian Evidence Act, 1872）》、《刑事訴訟法》及《印度刑法典》，並增設"羈押強姦罪"之罪名。
由於酗酒在印度經常與針對婦女的暴力行為有關聯，多個婦女團體在安得拉邦、喜馬偕爾邦、哈里亞納邦、奧迪薩邦、中央邦等地發起反對飲酒運動。許多印度穆斯林婦女對於基本教義派人士詮釋伊斯蘭教法中關於婦女權益的看法提出質疑，並批判穆斯林立即離婚（即三次塔拉克（離婚））制度。
1986年，瑪麗·羅伊在印度最高法院贏得訴訟，挑戰其所屬喀拉拉邦聖多馬基督徒社群的繼承法，確立社群中女性在繼承祖產上，與其兄弟享有同等權利。該教派社群過往遵循《1916年特拉凡科繼承法（Travancore Christian Succession Act, 1916）》及《1921年科欽繼承法（Cochin Christian Succession Act, 1921）》的條文，而印度其他地區的聖多馬基督徒社群則依循《印度1925年印度繼承法（Indian Succession Act, 1925）》。
1990年代，來自外國捐助機構的補助促成印度許多以女性為服務對象的非政府組織成立。自助團體與如自僱婦女協會（SEWA）等，在印度婦女權益的提升上，扮演有重要角色。許多女性成為在地運動的領導者，例如組織納爾默達河拯救運動的梅達·帕特卡爾。 
1991年，喀拉拉邦高等法院以10歲至50歲之間的女性正值經期為由，禁止他們進入薩巴里馬拉神殿。然而印度最高法院於2018年9月28日撤銷此禁令，並宣告任何形式的女性歧視，包含宗教理由，皆屬違憲。
印度政府將2001年定為婦女賦權年（Swashakti）。同年正式公佈《印度國家婦女賦權政策（Women's Empowerment (Swashakti)）》。
2006年，穆斯林婦女伊姆蘭娜遭公公性侵的案件（參見伊姆蘭娜強姦案），經媒體報導後引發關注。部分穆斯林教士竟宣稱，伊姆蘭娜應與其公公結婚，此言論激起社會廣泛抗議。最終，伊姆蘭娜的公公被判處10年徒刑。此判決獲得諸多婦女團體及全印度穆斯林個人法委員會的支持。
湯森路透基金會於2011年發佈的民調顯示印度被評為全球對女性"排名第4危險的國家”，也是二十大工業國（G20）中對女性最不友善的國家。然而，該報告因可能傳達錯誤印象而備受爭議。印度聯邦院於2010年3月9日（國際婦女節次日），通過《印度2010年婦女保留名額法案》，要求印度國會及各邦立法機構為女性保留33%的席次。湯森路透基金會於2017年10月發佈的另一項調查，指出德里（聯邦屬地）是全球對女性第4危險的大城市（於40個列名的城市中），而在性暴力、強暴風險及騷擾方面，則是全球對女性最危險的大城市。
《2013年工作場所婦女免受性騷擾法案》是印度為保護女性免於職場性騷擾而制定的法案，於2013年12月9日正式生效。2013年《刑法（修正）法案》將《印度刑法典》修正，將性騷擾行為明確納入第354 A條之罪行，最高可處3年徒刑及/或罰金。該修正案同時新增條款，將未經同意脫去女性衣物、跟蹤，以及利用職權進行性行為等，列為犯罪行為。此外，潑酸攻擊也被列為特定罪行，最低處10年徒刑，最高可處終身監禁及罰金。
印度孟買的家庭法院於2014年因丈夫反對妻子穿著庫爾塔（長襯衫）和牛仔褲，而強迫她改穿紗麗，而判決構成丈夫對妻子的虐待，可作為離婚的依據。該法院依據1954年《印度1954年特殊婚姻法》第27(1)(d)條的虐待定義，判准妻子訴求離婚。
印度最高法院於2017年8月22日宣告傳統的穆斯林立即離婚做法違憲。
湯森路透基金會於2018年所做的一項民調，將印度列為全球對女性最危險的國家。然而印度國家婦女委員會及印度發展中社會研究中心均對該調查的方法與透明度提出質疑，拒絕承認此項結果。
印度最高法院於同一年廢除一項法律，該法律將男性未經丈夫同意而與其妻子發生性行為，視為犯罪。
在2018年11月前， 印度女性不得攀登阿加斯蒂亞·馬拉山，此禁令由法院判決撤銷。

## 印度女性成就大事紀

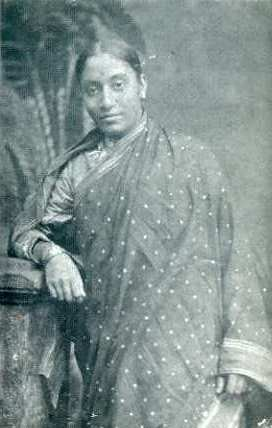
魯克瑪拜，印度第二位執業女醫師，她的童婚和後續解除婚姻事件引發公眾關注，而促成《1891年同意年齡法》通過。

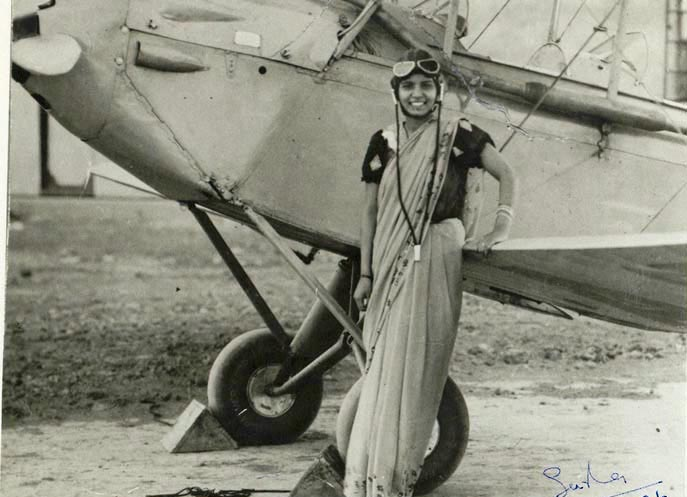
薩拉·塔克拉爾於1936年成為首位駕駛飛機的印度女性。

檢視印度女性的成就，可突顯她們的社會地位在穩步改變：
- 1848年：薩維特里拜·普萊（英语：Savitribai Phule）與其丈夫夫喬蒂勞·普萊在印度浦那開設一所女子學校。薩維特里拜·普萊成為印度首位女教師。
- 1879年：約翰·艾略特·德林克沃特·白求恩（英语：John Elliot Drinkwater Bethune）於1849年創辦白求恩學校，該校於1879年發展為白求恩學院，成為印度第一所女子學院。
- 1883年：錢德拉穆基·博蘇和卡丹比尼·甘古利成為印度和大英帝國首批女性大學畢業生。
- 1886年：卡丹比尼·甘古利和阿南迪巴伊·喬希成為印度首批接受西方醫學培訓的女性。
- 1898年：尼維蒂塔修女女子學校（英语：Ramakrishna Sarada Mission Sister Nivedita Girls' School）成立。
- 1905年：塔塔家族的蘇珊娜·R·D·塔塔（Suzanne RD Tata）成為印度首位獲准駕駛汽車的印度女性。[46]
- 1916年：印度第一所女子大學 - SNDT女子大學（英语：SNDT Women's University）於1916年6月2日由社會改革家敦多·凱沙夫·卡爾維（英语：Dhondo Keshav Karve）創立，當時僅有五名學生。
- 1917年：安妮·貝贊特成為印度國民大會黨首位女性主席。
- 1919年：潘迪塔·拉瑪拜因其傑出的社會服務工作，成為首位被英屬印度政府授予凱薩爾-伊-印度勳章（英语：Kaisar-i-Hind Medal）的印度女性。
- 1925年：沙拉金尼·奈都成為印度國民大會黨首位本土出生的女性主席。
- 1927年：非政府組織全印度婦女會議（英语：All India Women's Conference）成立。
- 1936年：薩拉·塔克拉爾（英语：Sarla Thakral）成為第一位駕駛飛機的印度女性。[47][48][49]
- 1944年：阿斯瑪·查特基成為首位被印度大學授予科學博士學位的印度女性。
- 1947年：印度獨立後，薩羅吉妮·奈都（英语：Sarojini Naidu）於8月15日成為阿格拉和奧德省的省長，為印度首女性省長。同一天，阿姆利特·考爾（英语：Amrit Kaur）就任，成為印度首屆內閣中的女性部長。
- 獨立後：拉克米妮·達維·埃蘭德爾是印度史上首位被提名為聯邦院（印度國會上議院）議員的女性。埃蘭德爾被認為是印度古典舞蹈婆羅多舞最重要的復興者，將其從最初在寺廟舞者（德瓦達斯）中流行的"sadhir"風格中復興。她還致力於重建印度傳統藝術和手工藝。
- 1951年：於德干航空公司（Deccan Airways）任職的普雷姆·馬圖爾（Prem Mathur）成為首位印度女性商業飛行員。
- 1953年：維賈雅·拉克希米·潘迪特成為首位女性（也是首位印度人）聯合國大會主席。
- 1959年：安娜·錢迪（英语：Anna Chandy）成為首位印度女性高等法院法官（喀拉拉邦高等法院）[50]
- 1963年：蘇切塔·克里帕拉尼（英语：Sucheta Kripalani）成為北方邦首席部長，是印度各邦中擔任該職位的首位女性。
- 1966年：杜爾迦·班納吉機長成為該國國營印度航空公司首位印度女性飛行員。
- 1966年：卡瑪拉德維·查托帕迪亞伊（英语：Kamaladevi Chattopadhyay）獲得拉蒙·麥格塞塞獎（社區領導成就）。
- 1966年：英迪拉·甘地成為印度首位女性總理。
- 1970年：卡瑪吉特·桑杜（英语：Kamaljit Sandhu）成為首位在亞洲運動會上贏得金牌的印度女性。
- 1972年：基蘭·貝迪（英语：Kiran Bedi）成為首位加入印度警察（英语：Indian Police Service）的女性。[51]
- 1978年：希拉·斯里·普拉卡什（英语：Sheila Sri Prakash）成為首位獨立創辦建築公司的女性企業家。
- 1979年：德蕾莎修女獲得諾貝爾和平獎，成為首位獲得該獎項的印度女性公民。
- 1984年：巴欽德里·帕爾（英语：Bachendri Pal）於當年5月23日成為首位登上聖母峰的印度女性。
- 1986年：蘇雷卡·亞達夫（英语：Surekha Yadav）成為首位亞洲女性火車駕駛。
- 1989年：法蒂瑪·比維（英语：Fathima Beevi）成為印度最高法院首位女性法官。[50]
- 1991年：穆姆塔茲·M·卡齊（英语：Mumtaz M. Kazi）在當年9月成為首位駕駛柴油鐵路機車的亞洲女性。[52]
- 1992年：阿莎·辛哈（英语：Asha Sinha）被任命為馬扎岡造船廠中央工業安全部隊指揮官，成為印度準軍事部隊首位女性指揮官。[53]
- 1992年：普里亞·金甘（英语：Priya Jhingan）成為首位加入印度陸軍的女性學員（於1993年3月6日入伍）。[54]
- 1999年：桑妮雅·甘地於當年10月31日成為印度反對黨領導人（英语：Leader of the Opposition (India)）
- 1999年：卡爾南·馬萊斯瓦里（英语：Karnam Malleswari）成為為首位位贏得奧運獎牌的印度女性（在2000年夏季奧林匹克運動會69公斤級舉重項目中獲得銅牌）。
- 2007年：普拉蒂巴·巴蒂爾於當年7月25日成為印度首位女性總統。
- 2009年：梅拉·庫馬爾（英语：Meira Kumar）於當年6月4日成為印度國會下議院首位女議長。
- 2011年：普里揚卡·N.（Priyanka N.）於當年10月20日駕駛班加羅爾地鐵的首發列車，成為首位印度女性地鐵駕駛。[55]
- 2011年：米塔莉·馬杜米塔（英语：Mitali Madhumita）成為印度首位因英勇行為獲得塞納勳章（英语：Sena Medal）的女性軍官。
- 2014年：莫迪首任內閣（英语：First Modi ministry）中任命創紀錄的7位女性部長，其中6位擔任內閣部長，是印度史上首次女性內閣部長人數最多的一次。印度國防部和印度外交部等的部長均由女性擔任。[56]
- 2016年：賈·賈亞拉莉塔（英语：J. Jayalalithaa）成為印度首位連續兩次贏得立法議會選舉，擔任坦米爾那都邦首席部長的女性。
- 2017年：塔努什里·帕里克（Tanushree Pareek）於當年3月25日成為印度邊境安全部隊首位的女性戰鬥軍官。[57]
- 2018年：1980年次的阿爾恰納·拉馬孫達拉姆（英语：Archana Ramasundaram）成為首位擔任準軍事部隊（中央武裝警察部隊）總監的女性。
- 2018年：印度空軍24歲的飛行官阿瓦尼·查圖爾維迪（英语：Avani Chaturvedi）於當年2月成為首位單獨駕駛噴射戰鬥機的女性飛行員。[58]
- 2019年：少尉軍官萬吉·辛格（英语：Shivangi Singh）於12月2日成為印度海軍的首位女性飛行員。[59]
- 2020年：來自曼尼普爾邦的塞克霍姆·米拉拜·沙努於2020年夏季奧林匹克運動會女子49公斤級舉重比賽中贏得銀牌。

## 政治
印度是世界上擁有最多女性政治家的國家之一。印度女性曾擔任多項高階職位，包括總統、總理、印度國會下議院議長和反對黨領袖。印度各邦，例如中央邦、比哈爾邦、北阿坎德邦、喜馬偕爾邦、安德拉邦、恰蒂斯加爾邦、賈坎德邦、喀拉拉邦、卡納塔卡邦、馬哈拉什特拉邦、奧迪薩邦、拉賈斯坦邦和特里普拉邦，已在潘查亞特制度（基層自治組織）中實施50%的女性保留席位。這些基層自治組織中的大多數候選人都是女性。於2015年，喀拉拉邦的科達塞里村（Kodassery）基層自治組織中，所有當選成員都是女性。截至2020年，印度共有16位女性邦首席部長。
2018年的統計顯示，印度29個邦及德里中，已有12個邦出現過至少一位女性首席部長（2014年印度邦的數量達到29個，但現在只設有28個邦）。
現今印度國會中，女性議員佔81席，男性議員佔458席，比例分別為15.3%與84.97%。

## 文化
在印度，家庭關係對女性地位的影響甚鉅，並因文化及地區而異。印度人極重視家庭，且多數地區以父系為主。家庭結構通常為多代同堂，新娘婚後會與夫家同住。家庭關係多具階層性，長輩對晚輩、男性對女性擁有較高權力。一夫一妻制為主流，但印度部分族群仍保有傳統的一夫多妻或一妻多夫制。印度婚禮的花費有可能相當高昂，且多數婚姻為包辦婚姻。
在服裝方面，印度女性普遍的穿著有紗麗和沙爾瓦·卡米茲。眉心紅點是女性妝容的元素之一。雖然人們普遍認為眉心紅點是代表女性已婚，但實際上是辛多爾（塗抹在新娘的髮際線上，有時也會在額頭上的朱紅色或橙紅色標記）才具有此意涵。
藍果麗是印度女性中非常受歡迎的傳統藝術。
於1991年，喀拉拉邦高等法院以女性正值經期為由，限制10歲至50歲之間的女性進入薩巴里馬拉神殿。印度最高法院於2018年9月28日撤銷此禁令，並宣告以任何理由（包括宗教理由）對女性的歧視均屬違憲。

### 印度電影對女性的描繪
印地語電影產業隨著時間演進逐漸改變，將女性描繪成獨立且有能力的形象，反映出變化中的社會規範，而為觀眾提供性別平等的願景。史上印度女性面臨限制她們參與各種活動的法律約束，這些限制引發人們對該國文化習俗和價值觀的擔憂。以往這些女性因為法律不允許，而無法在電影角色上使用簡單和自然的化妝，但如今狀況已改變。印度電影產業在推動法律變革和改善印度女性生活方面發揮有重要作用，與其他媒體的作用相似 - 向觀眾傳達挑戰社會限制性的信息，宣揚女性應有自由做出自己的選擇，並有按照自己的方式生活的觀念。
隨著社會價值觀轉變，寶萊塢電影中女性的形象也逐漸擺脫傳統束縛，呈現出更加多元的面貌。以1995年的經典電影《壯志凌雲》為例，女主角西姆蘭（Simran）被塑造成符合傳統"理想印度女性"的角色，她溫柔順從、重視家庭，並堅守"純潔"的道德底線。然而，電影同時也描繪父親對她婚前戀愛自由的嚴格限制，暗示社會對於女性自主追求情感的負面評價。
與之形成對比的是，像2006年的《火車站上的愛情》（Kabhi Alvida Naa Kehna）和2022年的《深海尋人》等電影，則探索更加不墨守成規的女性角色。《深海尋人》中，主角們與精神疾病作鬥爭，發生婚外情，並來自破碎的家庭。這些角色的整體突顯現代印度女性如何較少受到傳統期望的束縛，且總體上多數人已進入勞動力市場，經濟獨立，甚至在性生活方面也從早期的標準中解放出來。
其他具有不墨守成規女性角色的電影有2016年的電影《我和我的冠軍女兒》、2022年的電影《米莉》、2018年的電影《情諜心戰》等等。

## 軍事和執法領域

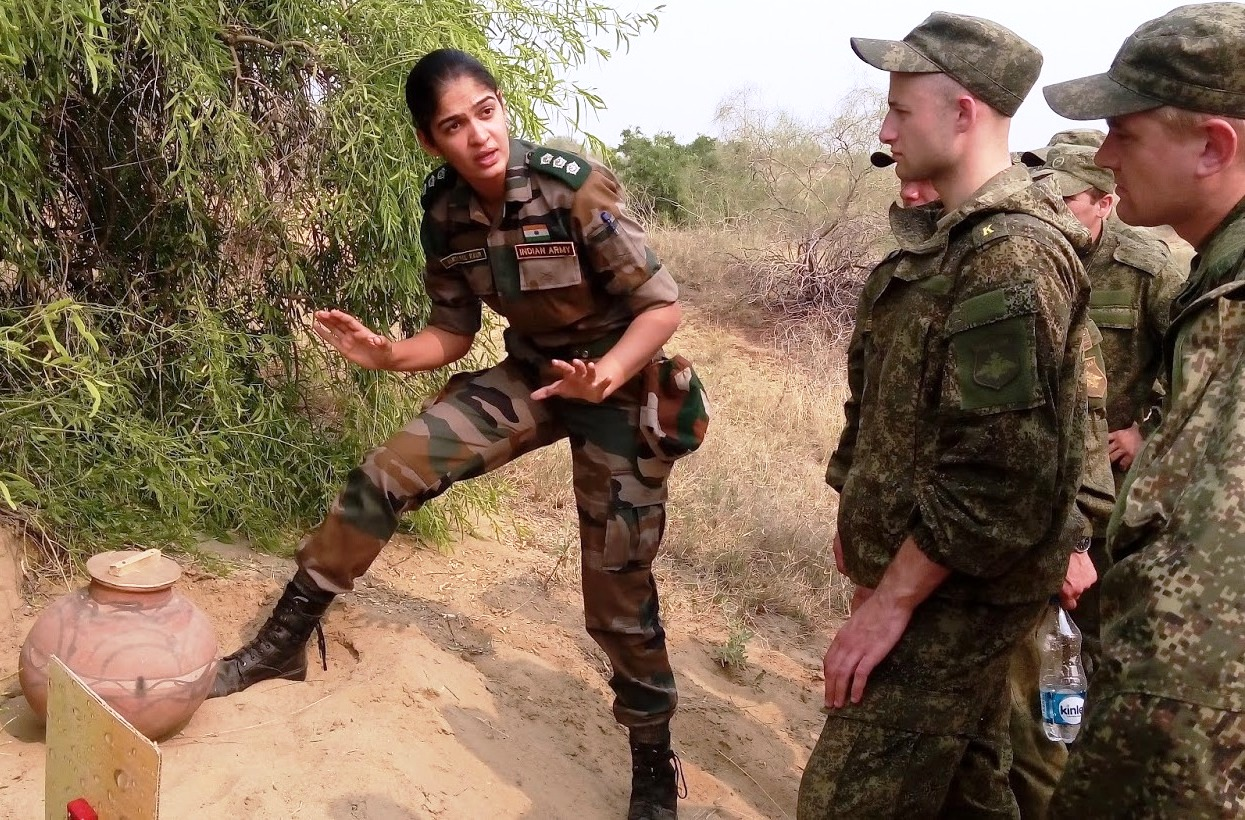
一位印度陸軍女軍官在一次聯合軍事演習中向俄羅斯軍方進行簡報（2015年）。
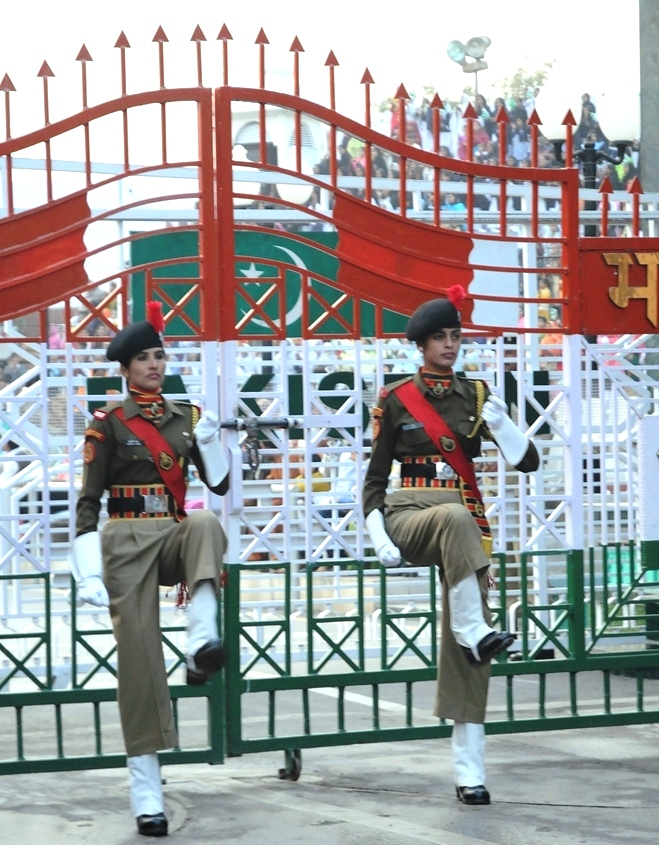
駐紮在印度巴基斯坦某處邊境的印度邊境安全部隊女隊員。

印度武裝部隊於1992年開始招募女性擔任非醫療職位，這項舉措反映印度軍方對女性在軍隊中角色的重新評估。印度陸軍於1992年開始招募女性軍官。邊境安全部隊於2013年開始招募女性軍官。塔努什里·帕里克於2017年3月25日成為邊境安全部隊委任的第一位肩負作戰任務的女性軍官。
印度政府於2015年10月24日宣佈女性可在印度空軍中擔任戰鬥機飛行員，此前她們僅被允許駕駛運輸機和直升機。此決定表示女性現在可在印度空軍擔任任何職位。印度於2016年宣佈，允許女性在其陸軍和海軍擔任戰鬥員的角色。
截至2014年，女性佔印度陸軍人員的3%，海軍人員的2.8%，空軍人員的8.5%。截至2016年，女性佔印度現役和後備武裝部隊人員總數的5%。
基蘭·貝迪於1972年成為首位印度警察女性警官，也是80名警官中唯一的女性，她成為阿魯納查邦-果阿邦-米佐拉姆邦暨中央直轄區幹部的一員。阿莎·辛哈於1992年被任命為馬扎岡造船廠中央工業安全部隊指揮官，成為印度準軍事部隊首位女性指揮官。1973年次的第二位女警官坎昌·喬杜里·巴塔查里亞 (Kanchan Chaudhary Bhattacharya) 在被任命為北阿坎德邦警察局長時，成為該邦的首位女警察局長。2018年，1980年次的印度女警官阿爾恰納·拉馬孫達拉姆成為首位擔任中央武裝警察部隊警察總監的女性。德里警方於2018年3月宣佈將開始招募女性加入其SWAT隊。
印度最高法院於2020年2月17日作出歷史性裁決，明確賦予印度陸軍女軍官與男軍官同等的指揮權。法院嚴厲駁斥政府的反對論點，指出其論述充滿歧視、令人不安，且基於過時的性別刻板印象。法院更進一步裁定，所有女軍官皆應享有常任職位權，不受服役年限限制。此裁決強烈反擊政府先前"部分部隊不接受女指揮官"的說法。

## 教育與經濟發展

### 教育

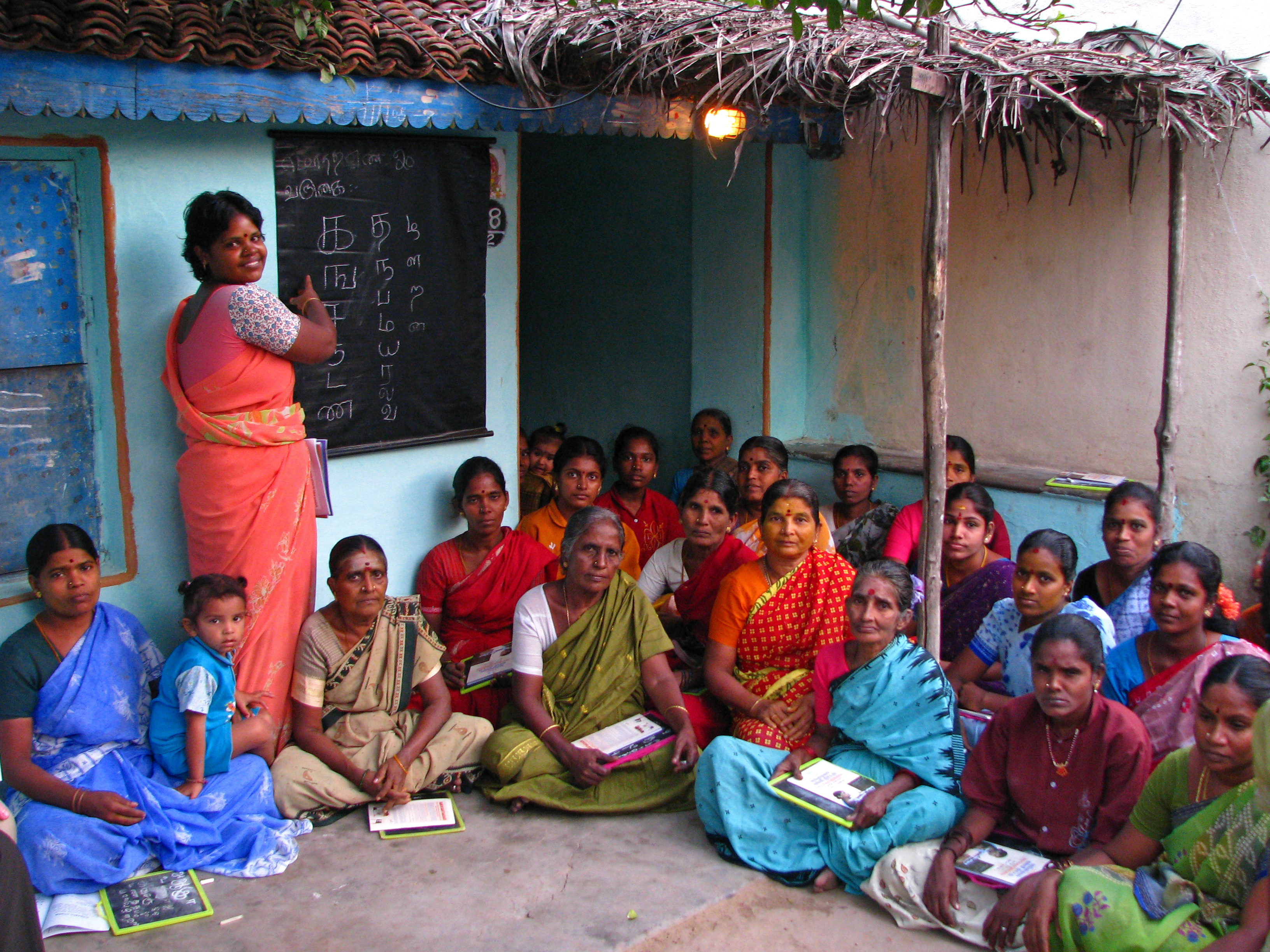
在坦米爾那都邦蒂魯普特庫濟鎮參加成人識字班的婦女們。該邦在2011年的女性整體識字率為73.44%。比前10年的識字率增加9%。

雖然印度女性識字率正迅速攀升，整體而言仍落後於男性。此外，女童入學率明顯低於男童，輟學情況也相當普遍。城市地區的女孩在教育機會上與男孩趨於平等，但農村地區的女孩仍面臨嚴峻的教育不平等。1997年的國家樣本調查顯示，僅有喀拉拉邦和米佐拉姆邦接近實現全民女性識字。學者指出，識字率的提升是喀拉拉邦女性社會經濟地位顯著改善的主因。
印度政府推行的非正規教育計劃（NFE），致力於提升女童的受教機會。該計劃特別為女性保留部分教育中心，其中各邦約有40%的NFE中心，以及各中央直轄區10%的中心專為女性設立。截至2000年，NFE計劃共設立約30萬個教育中心，服務約742萬名兒童，其中約12萬個中心專門提供女童教育。
然而美國商務部發表的1998年的報告，指出印度女性教育仍面臨諸多挑戰，包括學校基礎設施不足（如衛生設備）、女教師短缺，以及教科書中對女性的刻板印象（女性角色被描繪為軟弱無助）。
印度女性的識字率低於男性：女性的為60.6%，而男性的為81.3%。然而2011年進行的人口普查顯示在2001-2011年的10年期間，識字率增長率為9.2%，低於前10年的增長率。印度的識字率存在顯著的性別差距：2011年有效識字率（7歲及以上）男性為82.14%，女性為65.46%，而2001年的15歲或以上人口識字率，男性為73.4%，女性為47.8%。

### 勞動參與

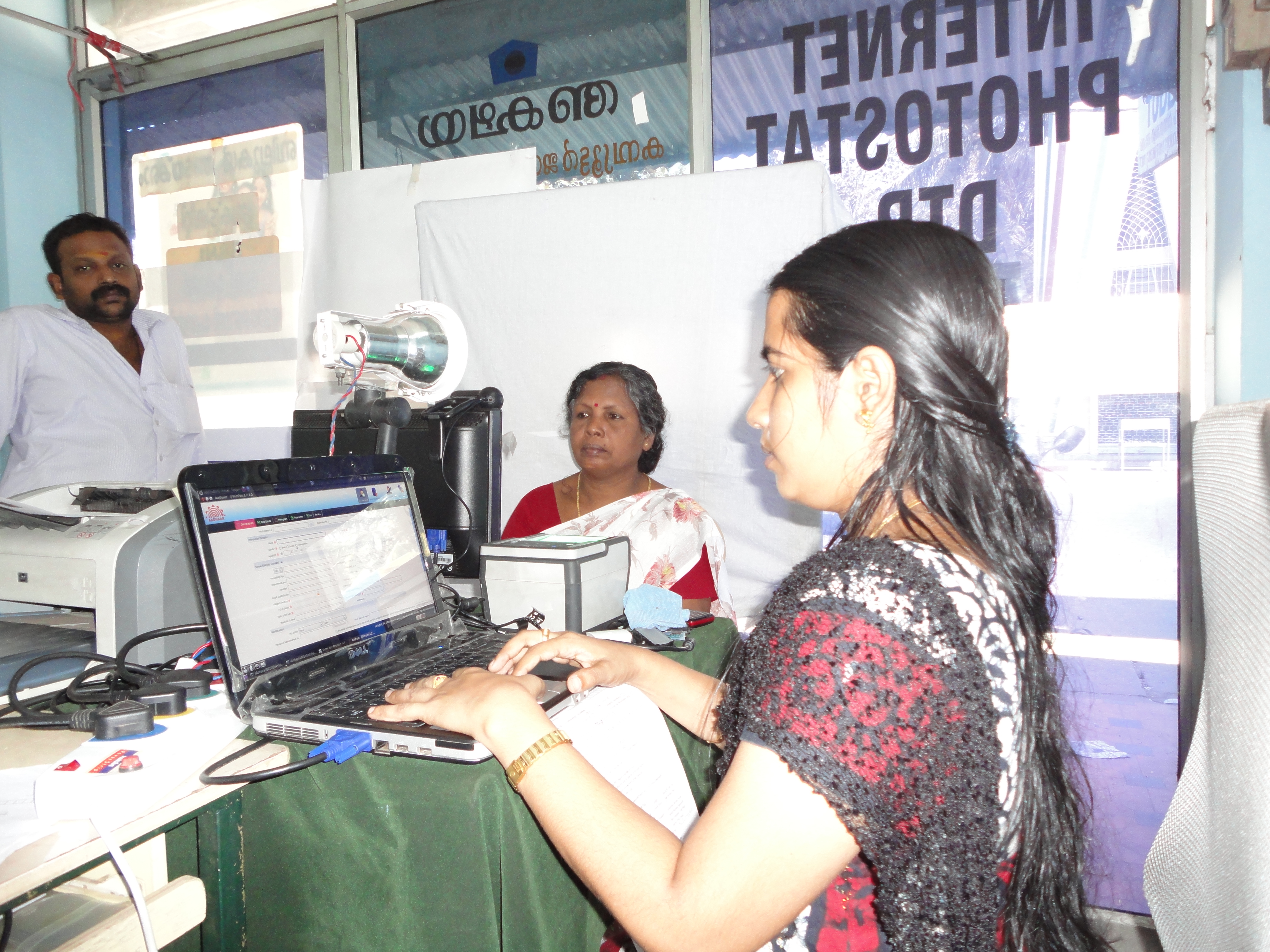
一位在Aadhaar中心工作的印度女性。Aadhaar是印度的生物辨識身分證制度，由印度唯一身份識別管理局（UIDAI）管理。

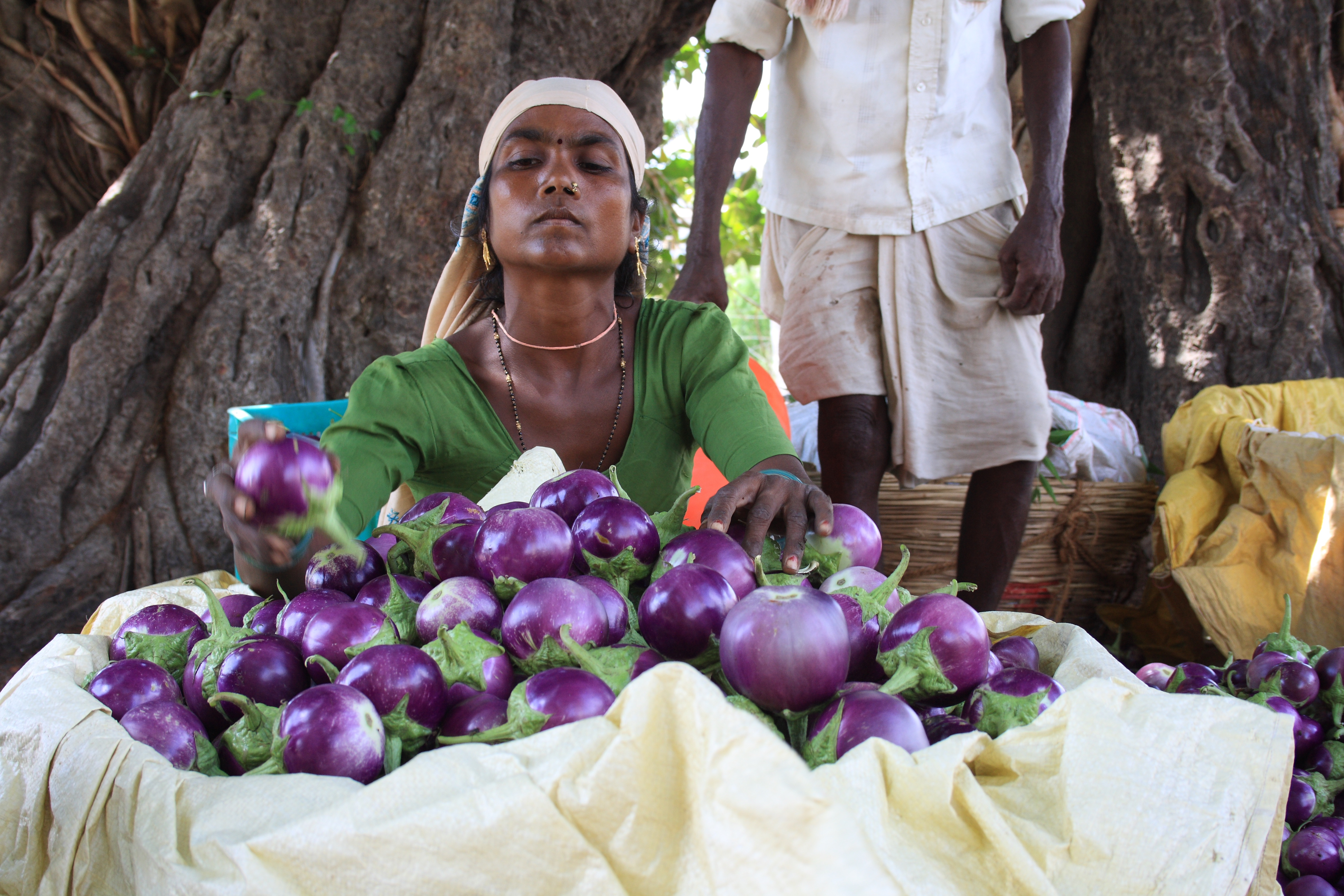
一位在古吉拉特邦販售茄子的女性農人。

印度女性在勞動市場上的活躍程度，遠超出一般人的認知，無論是在傳統或非傳統產業，均有大量女性投入。然而受限於社會文化對女性角色的刻板印象，官方統計的女性勞動力參與率僅為23%，且普遍認為女性的實際貢獻遭到低估。此現象反映出印度社會對女性勞動價值的忽視。女性在非正規經濟領域的參與度高於男性，但在正規的有償就業市場，女性的機會仍明顯不足。
女性在印度城市地區勞動市場的參與度已有顯著提升，尤其在科技與服務業等新興產業。以軟體業為例，女性勞工佔比高達30%。然而值得注意的是，城市地區的女性勞動力有高達81%集中於非正規部門，這也是他們整體參與率升高的原因。研究顯示，提升教育水平能有效提高城市女性的收入。
在印度農村地區的農業和相關工業部門，女性佔勞動力的比例高達89.5%。在整體農業生產中，女性的平均貢獻估計佔總勞動力的55%至66%。根據一份世界銀行發表的1991年報告，在印度的乳製品生產中，女性佔總就業人數的94%。
在以林業為基礎的小型企業中，女性佔總就業人數的51%。
在高級管理層女性比例方面，印度領先於世界平均水平。

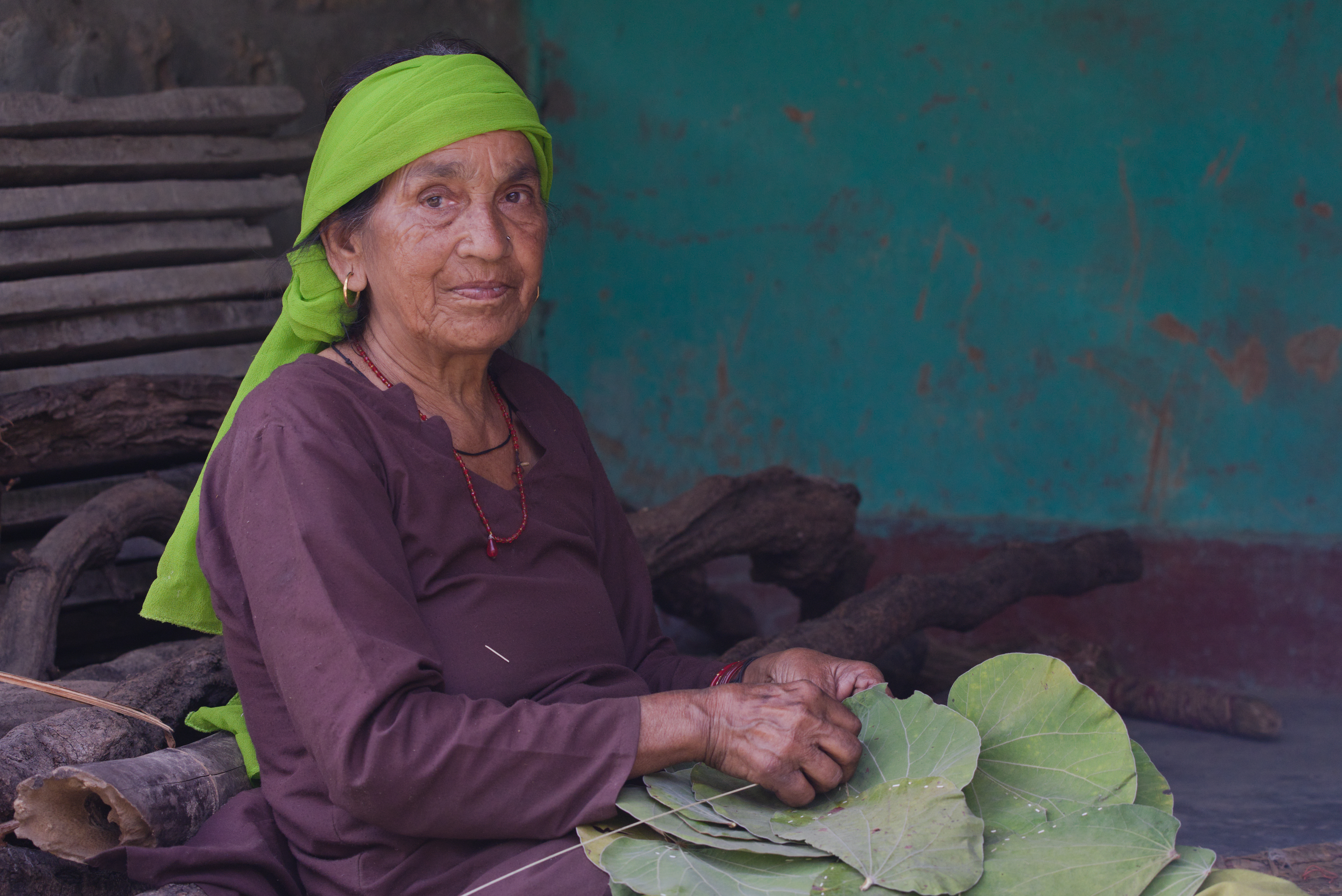
一位名為拉姆黛（Ramdei），喜馬偕爾邦坎格拉縣納德利村的女性，正在製作葉盤（作餐具用）。

#### 性別薪酬差距
於2017年，一份由Monster Salary Index（MSI）發表的研究報告，顯示印度整體性別薪酬差距為20%。研究中提出在早期工作階段，兩者間差距會較小。
擁有0-2年工作經驗的男性，其平均薪資中位數比女性高7.8%，而在6-10年工作經驗的群體中，薪酬差距為15.3%。在高階職位上，薪酬差距變得更大，擁有11年及以上工作年資的男性，其平均薪資中位數比女性高25%。
在2015年、2016年和2017年，擁有學士學位的男性，其平均薪資中位數比女性高16%，而擁有碩士學位的薪酬差距甚至更大。擁有4年或5年教育學位或相當於碩士學位的男性，其平均薪資中位數比女性高33.7%。
印度通過《印度1976年同酬法（Equal Remuneration Act, 1976）》，禁止以性別為由在薪酬方面進行歧視。而實際狀況是薪酬差距仍然存在，並且是印度勞動力中仍存在的諸多性別不平等形式之一。

#### 女性所創的企業
在印度農村，最著名的女性商業成功案例之一是什里婦女家庭工業麗嘉特脆餅（名稱中的帕帕德（Papad）是一種印度薄脆餅）。它由孟買7位女性於1959年創立，初始資本僅為80盧比，到2018年的年營業額已超過80億盧比（超過1.09億美元）。它在全國僱有43,000名（2018年）女性員工。
世界上最大的乳製品生產合作社之一 - 阿穆爾乳品，最初是動員古吉拉特邦西部阿嫩德的農村婦女開始的。

#### 著名商界女性
印度首批生物科技公司之一 - Biocon - 創辦人基蘭·馬祖姆達爾-肖於2006年被評為印度最富有的女性。兩位印度女商人拉利塔·D·古普特和卡爾帕納·莫爾帕里亞是2006年唯一入選《富比士》全球最具權勢女性榜單的印度女性。古普特在2006年10月之前持續經營印度第二大銀行ICICI銀行，莫爾帕里亞則是摩根大通印度區的執行長。
肖在2018年仍列在印度白手起家類最富有女性名單中，她在《富比士》榜單上以淨資產名列第72位。她榜單4位女性中，排名最後的1位，表示該國100最富有的實體中，仍有96個直接或間接由男性控制。
根據印度Kotak財富管理與胡潤百富共同發佈的"Kotak Wealth Hurun – 2018年領先富裕女性榜單"，榜單根據截至2018年6月30日的淨資產，編制出100位最富有印度女性，肖是前10名中僅有的兩位並未依靠血緣繼承財富的女性中的一位，另一位是賈伊什里·烏拉爾。
印度有悠久的歷史，既有許多繼承財富並建立大型企業的女性，也有憑藉自身能力開創成功事業的女性。

### 土地和財產權

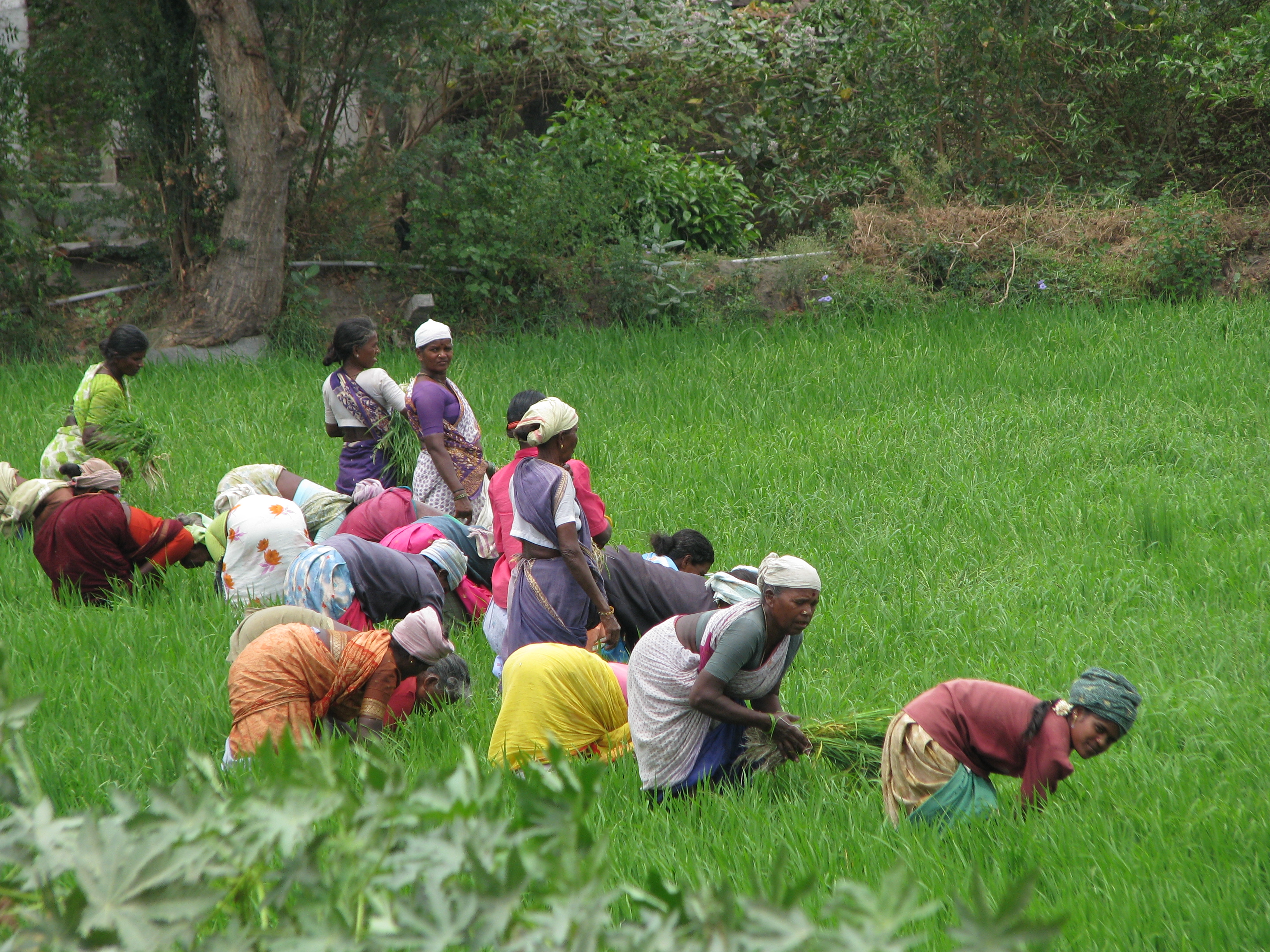
一群在坦米爾那都邦收割稻米的女性。她們長期從事農作，但很少有自己名下的土地。

在大多數印度家庭中的女性不會以自己的名義擁有任何財產，也不會分得父母的財產。印度女性的財產權因宗教和部落而異，且受到法律和習俗複雜的混合影響，但原則上，該國自《印度2005年繼承（修正）法》通過開始，一直朝著賦予女性平等法律權利的方向發展。
根據1956年的印度教個人法（適用於印度教徒、佛教徒、錫克教徒和耆那教徒），女性有繼承權。然而兒子在祖傳財產中擁有獨立的份額，女兒的份額則基於其父親所取得的份額。因此父親可通過放棄其在祖傳財產中的份額來剝奪女兒的繼承權，但兒子仍可繼承。此外，已婚女兒，即使受到家庭虐待和騷擾的，也無權在祖傳住宅中居住。印度女性由於前述2005年對印度教法律的修正，現已擁有與男性相同的地位。
印度最高法院於1986年裁定，一位名位沙·巴諾·貝古姆的年長離婚穆斯林婦女有權獲得贍養費（參見穆罕默德·艾哈邁德·汗訴沙·巴諾·貝古姆）。然而裁決遭到原教旨主義穆斯林領袖的反對，他們聲稱法院干涉穆斯林的個人法。聯邦政府因而通過《印度1986年穆斯林婦女（離婚權利保護）法》。
印度基督徒女性在離婚與繼承權益上，長期面臨不平等待遇。1994年，教會與婦女團體曾提出法律改革草案（Christian Marriage and Matrimonial Causes Bill），但政府未予採納。直到2014年，印度法律委員會才再次呼籲政府，保障基督徒女性的平等財產權。

## 針對女性的罪行

地圖顯示2012年印度各邦和聯邦屬地針對婦女的暴力犯罪率比較（每10萬名婦女中發生的犯罪率），包含印度法律對婦女犯罪的最廣泛定義 - 如強姦、性侵犯、侮辱女性尊嚴、綁架、誘拐、親密伴侶或親戚的虐待、人口販運、因嫁妝而受迫害、嫁妝死亡、猥褻，以及《印度刑法典》中列出的所有犯罪。

印度針對女性犯下的罪行，例如強姦、潑酸、嫁妝死亡、名譽殺人和強迫幼女賣淫，都有相關的報導。湯森路透基金會旗下的新聞服務TrustLaw，根據對213位性別專家的調查，將印度列為世界上女性居住第4危險的地方。印度警方記錄顯示，針對女性的犯罪發生率很高。印度國家犯罪記錄局（NCRB）在1998年報告中稱，到2010年，針對女性的犯罪率增長將超過人口增長率。許多強姦和性騷擾的受害者及家人擔心社會污名，而未向警方報案。而近年官方統計數據顯示針對女性的罪行報案數量急劇增加。

### 潑酸
根據對印度新聞報導的分析，在2002年1月至2010年10月期間，潑酸案件中高達72%的受害者為女性。[這些襲擊中，常見的酸性物質包括硫酸、硝酸和鹽酸（價格低廉且易於取得）。潑酸往往是出於報復，且加害者多為受害者的親戚或朋友。近年來，這類駭人聽聞的案件數量持續攀升，對印度女性的人身安全構成嚴重威脅。

### 童婚
傳統上印度的童婚很普遍，但在當今印度已不再持續。史上的童養媳會與父母同住，直到她們達到青春期。以往的童婚妻子成為寡婦後會受譴責，過著極度痛苦的生活，遭剃光頭，與世隔絕，受社會排斥。雖然童婚在1860年就被取締，但迄今仍然可見。《1929年兒童婚姻限制法》是該國的相關立法。
根據聯合國兒童基金會（UNICEF）的《世界兒童狀況-2009年》報告，印度年齡在20-24歲的女性中有47%在法定年齡 (18歲)之前結婚，農村地區則的佔比則達56%。此份報告並提起全球40%的童婚發生在印度。

### 家庭暴力
報告指出，家庭暴力在印度是個極為普遍的問題，對社會和法律都有深遠的影響。前印度婦女和兒童發展部部長雷努卡·喬杜里表示，印度約有70%的女性受到家庭暴力侵害，這個數字凸顯問題的嚴重性。印度在1980年代通過法律手段以遏制家庭暴力，《印度刑法典》於1983年增設第498A 條，明確將"丈夫或丈夫的親屬對婦女施加殘酷行為"列為犯罪行為。
印度國家犯罪記錄局的數據顯示該國每3分鐘就會發生1起針對女性的犯罪，每29分鐘就會發生1起強姦案，每77分鐘就會發生1起嫁妝死亡案，每9分鐘就會發生一起丈夫或丈夫親屬的殘酷待遇案件。雖然印度女性受到《印度2005年婦女免受家庭暴力保護法》的保護，但這類情況仍持續發生。
在印度，家庭暴力有相當廣泛的定義，不僅包括身體上的虐待，更涵蓋任何對女性構成威脅的行為，無論是精神、心理或性方面的傷害，現任或前任伴侶皆可能成為施暴者。然而令人擔憂的是家庭暴力在印度社會中往往不被視為嚴重的犯行，而是被淡化為"家務事"，這種觀念嚴重阻礙受害者尋求協助。針對投訴案件的分類，往往基於種姓、階級、宗教偏見和種族等因素，這些因素同時也影響著是否採決定取進一步行動。雖然眾多研究揭示暴力事件的普遍性，並強調應採取刑事司法途徑，然而，許多受害婦女礙於社會文化背景，即使憲法賦予她們正義、尊嚴和平等的保障，仍選擇不報案。由於這些婦女拒絕訴說受暴經歷並尋求協助，她們往往無法獲得適當的治療與支持。

### 嫁妝

顯示印度於2012年每10萬人中，發生嫁妝死亡比率的地圖。

印度政府通過《1961年嫁妝禁止法（Dowry Prohibition Act 1961 ）》，讓對婚禮的嫁妝索求成為非法行為。然而仍有許多與嫁妝有關的家庭暴力、自殺和謀殺案件出現。在1980年代有大量相關案件受到報導。
為遏制嫁妝習俗所引發的社會問題，印度政府於1985年制定《嫁妝禁止（新娘和新郎禮物清單保存）規則》，要求在婚禮時必須詳細記錄贈送給新娘和新郎的所有禮物，包括禮物的描述、價值、贈送者姓名及其與受贈者的關係。然而由於社會文化因素的複雜性，這些規則在實際執行上遭遇極大困難，往往形同虛設。
一份發表於1997年的報告揭露印度每年至少有5,000名女性因嫁妝問題而喪生，其中更不乏被偽裝成意外的"廚房火災"，每天至少有十幾名女性因此遇害。這種殘忍的"焚燒新娘"行為，不僅在印度國內備受譴責，更凸顯嫁妝習俗對女性生命的嚴重威脅。官方統計的2011年嫁妝死亡人數為8,618人，然而非官方數據顯示實際死亡人數可能高達官方數字的3倍以上。

### 女嬰殺害和性別選擇性墮胎

顯示印度於2011年的兒童性別比例地圖。

在印度，男女比例呈現顯著失衡，男性人口明顯多於女性，其中一個主要原因是許多女性在成年之前便不幸夭折。值得注意的是，雖然印度部落社區的收入水平遠低於其他種姓群體，識字率較低，醫療設施也相對匱乏，但他們的性別比例失衡程度卻較為緩和。許多專家認為，印度男性人口過多的現象，與女嬰殺害及選擇性別墮胎等因素密切相關。其中，西北部的哈里亞納邦以及查謨和喀什米爾邦地區，性別比例失衡的情況尤為嚴峻。
超音波掃描在母嬰照護上是一項重大進步，且隨著掃描儀器日益便攜，這項優勢也擴及至農村地區。然而，超音波掃描常揭示胎兒性別，導致孕婦選擇性墮胎，以期未來能懷上男嬰。這種做法普遍被認為是新生兒男女比例失衡的主因。
印度政府於1994年立法，明令禁止婦女及其家屬於超音波檢查（或其他可得知胎兒性別之檢查）後詢問胎兒性別，同時嚴格禁止醫師或任何人士提供相關資訊。然而，此法（如同禁止嫁妝之法）實行上多遭忽視，女胎墮胎率居高不下，且新生兒性別比例持續嚴重失衡。
女嬰殺害在一些農村地區仍然很普遍。有時這是疏忽所造成，例如，家庭可能不會花錢購買關鍵藥物，或不為生病的女孩提供照護。
嫁妝習俗持續盛行是印度性別選擇性墮胎和女嬰殺害的主要原因之一。

### 名譽殺人
在印度，名譽殺人的案件屢見不鮮，尤其在北部地區更是頻繁。這類事件的起因往往是年輕男女未經家族同意而結婚，特別是跨越種姓、宗教，或在印度西北部地區，違反與同一血統結婚的禁忌情況。印度最高法院於2010年針對此問題，特別向旁遮普邦、哈里亞納邦、比哈爾邦、北方邦、拉賈斯坦邦、賈坎德邦、喜馬偕爾邦和中央邦等地區發出通知，要求注意及回應。

### 獵巫
在印度，特別是北部地區，針對女性具巫術能力的指控，往往演變成殘酷的暴力事件。由於印度社會對超自然力量的強烈信仰，女性受指控而被私刑處決的案例，在媒體報導中屢見不鮮。阿薩姆邦和西孟加拉邦於2003年至2008年間，便有約750人因此喪命。恰蒂斯加爾邦的官員更於2008年指出，該邦每年至少有100名女性因被懷疑為女巫而受凌虐。

### 強姦

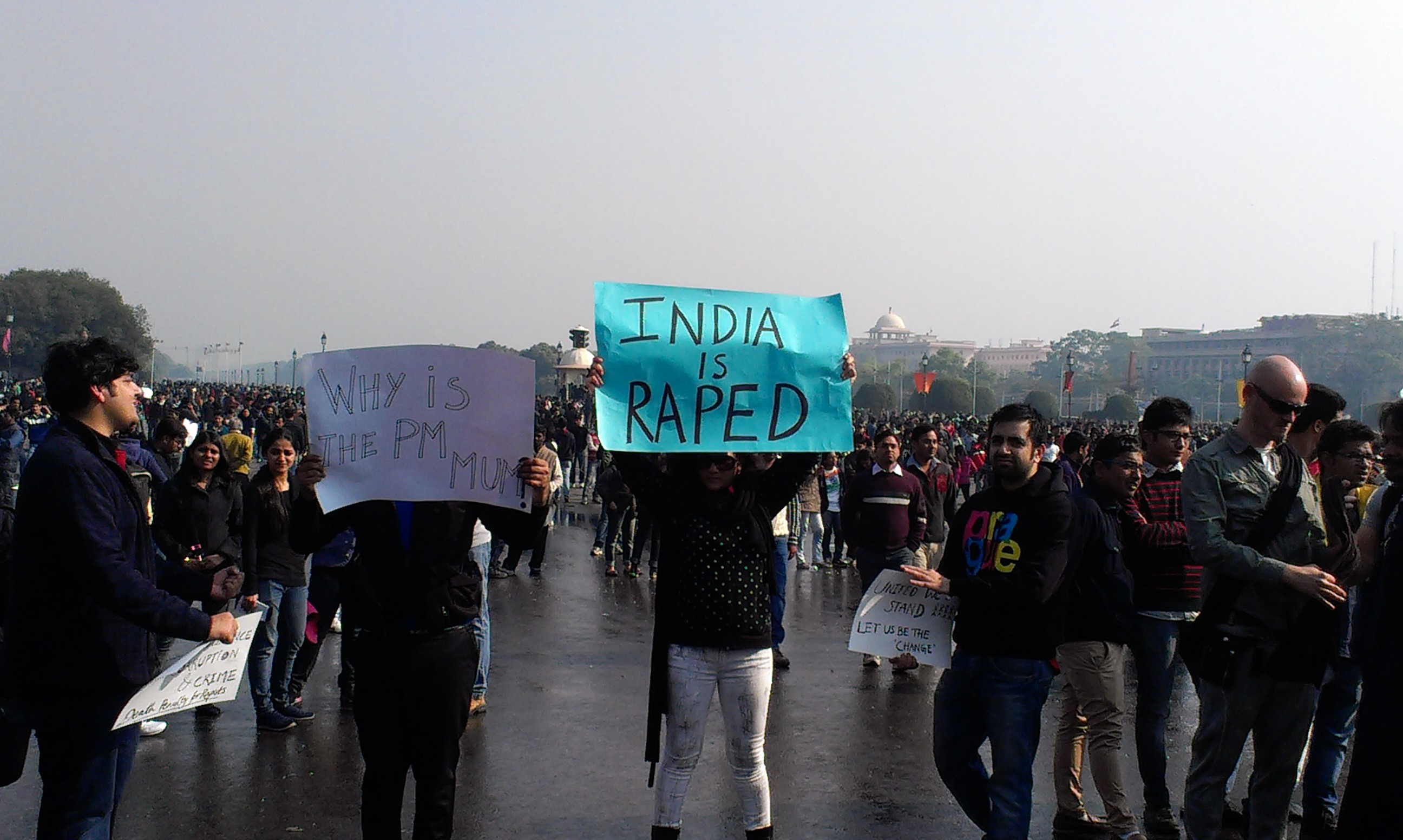
印度德里的人們在一名年輕女學生遭遇輪姦殺人後所舉行的抗議活動（2012年12月）。

印度的女性主義者，學者和作家拉達·庫馬爾將印度的強姦現象描述為該國針對女性最常見的罪行之一，聯合國人權事務負責人也直指這是印度亟待解決的"國家問題"。婦女權利團體從1980年代起持續倡議將婚內強姦定為非法，但2013年《印度2013年刑法（修正）法》卻在第375條的例外條款中把婚姻中的性行為列為豁免，明確指出"男子與其妻子（妻子未滿15歲）之間的性行為，不構成強姦"。此條款引發極大的爭議。雖然以人均計算，印度的強姦案報案率相較於其他國家，乃至已開發國家，仍屬偏低，但平均每20分鐘仍新增一件報案。根據印度政府2018年公佈的國家犯罪記錄局數據，印度平均每15分鐘即發生一件強姦報案。
新德里為印度各大城市中，強姦報案率名列前茅的城市之一。資料顯示，印度強姦案件於1990年至2008年間增加一倍。

### 性騷擾
夏娃的挑逗（調戲婦女）是描述性騷擾或猥褻女性行為的一種委婉說法。許多活動人士將針對女性的性騷擾事件日益增多歸咎於"西方文化"的影響。印度1987年通過《婦女不雅表示（禁止）法案》，禁止通過廣告或出版物、著作、繪畫或任何其他方式對婦女進行不雅表示。
印度於1990年的犯罪報告顯示，針對女性的犯罪中，有一半與工作場所的性騷擾相關，顯示此問題的普遍性。印度最高法院於1997年針對工作場所的性騷擾問題，做出具有里程碑意義的判決，並制定詳細的預防和申訴處理指南。隨後，印度國家婦女委員會將這些指南進一步細化為僱主應遵守的行為準則。印度最高法院於2013年更介入調查一起法律系畢業生指控退休最高法院法官性騷擾的案件。同年12月，《工作場所婦女性騷擾（預防、禁止和補救）法》正式生效，以全面預防和處理工作場所的性騷擾問題。
雖然印度法律明文禁止工作場所的性騷擾行為，但人權觀察組織的報告指出，許多女性在挺身而出後，仍面臨社會污名和報復的威脅。原因為政府在推動、設立和監督投訴委員會方面，仍存在許多不足之處。人權觀察組織南亞主任更直言，印度雖有進步的法律保護女性免受老闆、同事和客戶的性騷擾，但卻未能有效執行。
總部設於南非的非政府組織ActionAid英國分部的研究也發現印度有高達80%的女性曾遭受不同程度的性騷擾，包括不受歡迎的評論、身體觸摸或性侵犯。然而，許多受害者因害怕被家人排斥，而選擇隱忍不報。

### 人口販運
印度已於1956年通過《不道德人口販運（預防）法案（Immoral Traffic (Prevention) Act ）》。

## 保護女性權益的立法
1. 《印度1890年監護及受監護人法(Guardians & Wards Act, 1890)》[156]
2. 《印度1860年印度刑法典(Indian Penal Code, 1860)》
3. 《印度1872年基督教婚姻法(Christian Marriage Act, 1872)》
4. 《印度1872年證據法（Indian Evidence Act, 1872）》[157]
5. 《印度1874年已婚婦女財產法（英语：Married Women's Property Act, 1874）》
6. 《印度1923 年勞工補償法(Workmen's compensation Act, 1923)》
7. 《1925 年印度繼承法(Indian Successions Act, 1925)》
8. 《不道德人口販運（預防）法案（Immoral Traffic (Prevention) Act ）》
9. 《1961年嫁妝禁止法（Dowry Prohibition Act 1961 ）》[132]
10. 《印度1987年殉葬（防止）委員會法案（英语：Commission of Sati(Prevention) Act, 1987）》
11. 《印度1952年電影法(Cinematograph Act, 1952)》
12. 《印度1886年出生、死亡和婚姻登記法(Births, Deaths & Marriages Registration Act, 1886)》
13. 《印度1948年最低工資法（英语：Minimum Wages Act, 1948）》
14. 《印度2012年兒童性侵害防治法（英语：Prevention of Children from Sexual Offences Act）》
15. 《1929年兒童婚姻限制法（Child Marriage Restraint Act of 1929）》
16. 《1937年穆斯林個人法（伊斯蘭教法）適用法案(Muslim Personal Law (Shariat) Application, 1937)》
17. 《婦女不雅表示（禁止）法案（英语：Indecent Representation of Women(Prevention) Act）》
18. 印度1954年特殊婚姻法（英语：Special Marriage Act）》[158]
19. 《1955年印度教婚姻法（英语：Hindu Marriage Act, 1955）》
20. 《1956年印度教繼承法（英语：Hindu Successions Act, 1956）》
21. 《印度1969年外國婚姻法（英语：Foreign Marriage Act, 1969）》
22. 《印度1984年家庭法院法案(Family Courts Act, 1984)》
23. 《印度1961年生育福利法(Maternity Benefit Act, 1961)》
24. 《印度1956年印度教收養及贍養法(Hindu Adoption & Maintenance Act, 1956)》
25. 《印度1973 年刑事訴訟法（英语：Code of Criminal Procedure）》
26. 《印度1971年醫療終止妊娠法案(Medical Termination of Pregnancy Act, 1971)》
27. 《印度1990年國家婦女委員會法案(National Commission for Women Act, 1990)》
28. 《印度1984年受孕前及產前診斷技術（禁止性別選擇）法案（英语：Pre-conception and Pre-natal Diagnostic Techniques (Prohibition of Sex Selection) Act, 1994）》
29. 《印度2005年保護婦女免受家庭暴力法（英语：Protection of Women from Domestic Violence Act, 2005）》
30. 《2013年工作場所婦女性騷擾（預防、禁止和補救）法案（英语：Sexual Harassment of Women at Work Place (Prevention, Prohibition & Redressal) Act, 2013）》[159]
31. 《印度1969年離婚法案(Indian Divorce Act, 1969)》
32. 《印度1976年同酬法（Equal Remuneration Act, 1976）》
33. 《le|印度1856年寡婦再婚法案|Hindu Widows Remarriage Act, 1856}}》
34. 《印度1986年穆斯林婦女（離婚權利保護）法（英语：Muslim Women (Protection of Rights on Divorce) Act 1986）》

## 聾人/聽力障礙女性

### 教育
如同先前所述，印度女性在教育等諸多領域明顯處於弱勢，識字率低導致輟學率高、性別偏見與資源匱乏是主要因素。此外，研究顯示教師是否具備身障相關經驗，顯著影響其對身障學生的態度，這使得聾人女性在尋求公平教育時，面臨性別與聽力障礙的雙重挑戰。

#### 新冠肺炎疫情期間的教育
新冠肺炎疫情不僅加劇聾人女性在無障礙教育方面長期面臨的困境，更帶來新的挑戰。她們既要應對性別偏見與需求被忽視的問題，還要克服因缺乏面對面交流及口罩阻礙唇語辨識所造成的障礙。印度非營利組織冉冉火焰(Rising Flame)提出的研究報告指出，超過九成的受訪聾人、視聽障礙及聽力障礙女性，在疫情期間及其他資源的可及性方面遭遇嚴重困難。

## 其他問題

### 女性參與社會生活
印度女性的社會參與程度深受地域文化與家庭背景影響。例如，西北部拉傑普特人女性傳統上需遵守披戴蒙面頭巾（ghunghat）的習俗，至今仍普遍存在。然而隨著時代變遷，越來越多女性勇於挑戰傳統束縛，如哈里亞納邦農村女性便積極擺脫蒙面紗。由於印度多數人口居住於民風保守的農村地區，女性行為稍有不慎，便可能為家族"名譽"帶來負面影響。
家庭榮譽的概念在印度北部尤為盛行。Izzat是印度北部和巴基斯坦文化中普遍存在的榮譽概念。Izzat適用於男女兩性，但方式不同。女性必須保持貞潔、被動和順從，以維護"家庭榮譽"，而男性則必須強壯、勇敢，並願意且能夠控制其家庭中的女性。德里周邊的農村地區是印度最保守的地區之一。估計印度所有名譽殺人事件中有30%發生在西部的北方邦，哈里亞納邦則被描述為"在種姓、婚姻和女性角色方面為印度最保守的地區之一。根深蒂固的父權制，種姓純潔至關重要，婚姻的安排是為維持現狀。"
印度最高法院於2018年推翻禁止10至50歲女性進入喀拉拉邦薩巴里馬拉神廟為期達數十年的禁令。兩名女性於2019年在警方護送下進入神廟，引發印度教民族主義]者的強烈抗議。印度人民黨喀拉拉邦分部主席斯里德哈蘭·皮萊將此舉斥為無神論者摧毀印度教寺廟的陰謀，而總理納倫德拉·莫迪亦批評共產黨人對印度傳統文化缺乏尊重。由於該神廟供奉禁慾神祇阿亞帕，信徒認為女性進入會玷污聖地，違背神祇意願。進入神廟的兩名女性被迫躲藏，並接受全天候警方保護，其中一人甚至遭丈夫逐出家門。此後，多名欲進入神廟的女性均遭示威者阻撓。
在2018年11月之前，女性被禁止攀登阿加斯蒂亞馬拉山，此禁令由法院裁決後撤除。

### 健康

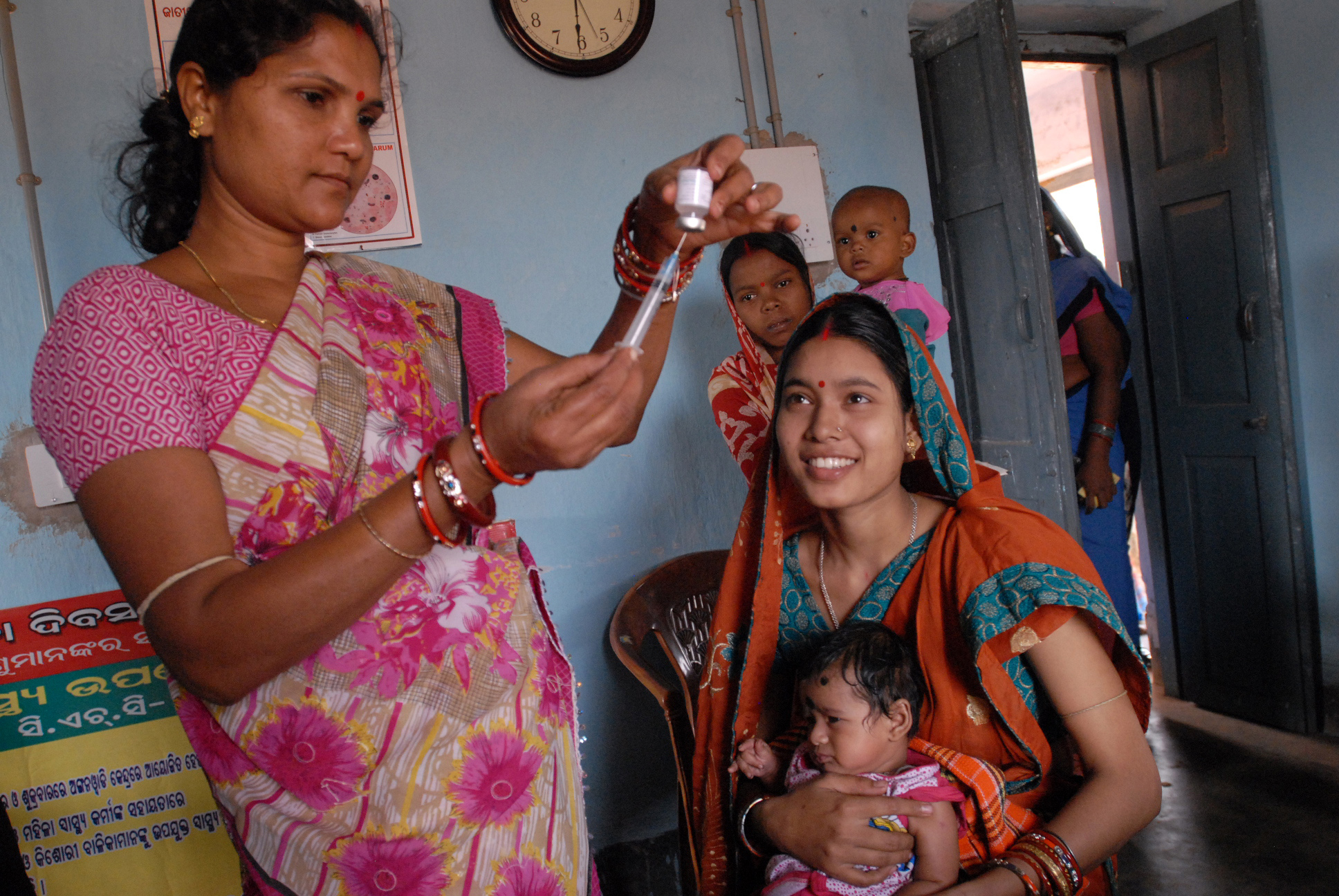
於奧迪薩邦的社區衛生人員在準備注射疫苗中。

相較於多數國家，印度女性平均壽命仍偏低，但近年已逐步改善。然而，尤其在農村地區，家庭內部的營養歧視導致女性普遍貧血與營養不良，近半數青春期少女長期面臨此問題。懷孕期間的營養缺乏更易引發生產併發症。
印度的孕產婦死亡率位居全球第56位。雖然全國有42%的生產在醫療機構中進行，農村地區仍以家庭成員協助生產為主，這些非專業的接生者，可能無法及時應對生產過程中出現的併發症，從而威脅到孕婦和新生兒的生命安全。<refname="un_women_free_equal"/>

### 家庭計畫
印度農村地區的女性對於是否要懷孕幾乎沒有或完全沒有自主權。特別是在農村地區的女性，他們無法取得安全且能自主控制的避孕方法。公共衛生系統傾向於推廣絕育等永久性避孕手段，以及無需後續追蹤的宮內節育器等長期方法。絕育佔印度所有避孕方法的75%以上，其中女性絕育幾乎佔所有絕育手術的95%。估計該國於2007/2008年的避孕普及率為54.8%。
印度最高法院於2022年9月29日針對民事上訴第5802號案件，由三位法官組成的合議庭做出一項具里程碑意義的裁決。這項裁決不僅將"女性"的定義擴展至所有需要安全墮胎的人，更明確納入跨性別者和其他性別多樣化人士，而不僅限於順性別女性。法院在此次裁決中強調，醫療從業者在處理墮胎需求時，應避免施加法律未明定的額外條件，例如要求取得家屬同意、提供文件證明或司法授權。法院明確指出，除非尋求墮胎者為未成年人或精神障礙者，否則僅需其本人同意。法院更進一步闡明，"每位孕婦都擁有自主決定是否終止妊娠的內在權利，無需任何第三方的同意或授權"，並明確宣告女性是"是否要進行墮胎的最終決策者”。針對已婚與未婚婦女在合法懷孕期上的差異 - 已婚婦女為24週，未婚婦女為20週 - 法院裁定，此區別構成歧視，既不合理也也缺乏法律依據，並違反《印度憲法》第14條的平等原則。法院同時宣告，"所有婦女均享有安全且合法的墮胎權利。"此外，關於因婚內強暴導致的懷孕，法院裁定，婦女得在懷孕20至24週的期限內，以"性侵或強暴倖存者"的身分尋求墮胎。

### 低種姓婦女
印度低種姓婦女的地位已顯著提升。受過教育且經濟狀況良好的達利特婦女曾透過政治活動爭取地位，然而，隨著收入和教育水平的提高，參與政治的達利特婦女人數後來有所下降。達利特婦女在家庭中的地位也被認為有所改善。

### 性別比例

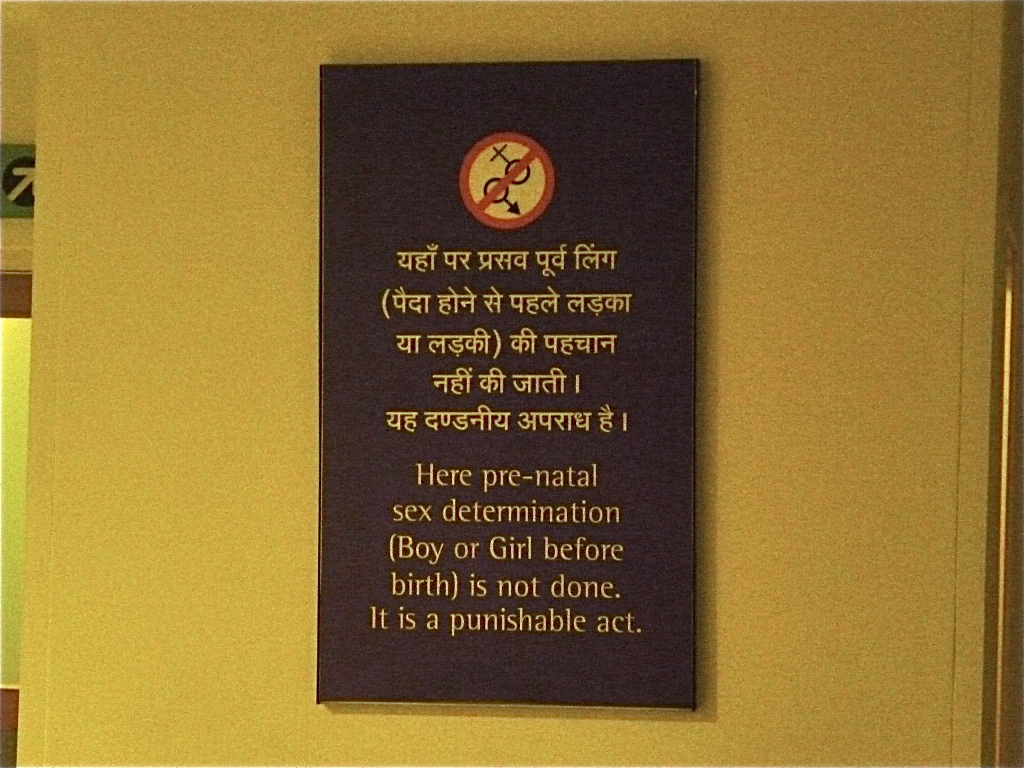
印度一家醫院掛出的告示："產前性別鑑定為犯罪行為"。

印度的性別比例嚴重失衡，歸因於性別選擇性墮胎和殺害女嬰，每年約有一百萬女嬰受此影響。印度政府於2011年稱印度少了3百萬女孩，而現在每1,000名男孩中，女孩人数比正常情况少了48名。印度政府已採取進一步措施以改善這一比例，據報導，這一比例近年來已有所改善。
全球因性別選擇而流失的女性人口總數達到一億人。在亞洲的開發中國家，包括印度，男女性別比例明顯偏向男性，遠高於北美等地區。
男女兩性之間的差距，直接反映出印度社會內部的性別偏見。在印度，男女在健康和教育權利上並不平等。男性教育和健康被視為更優先的事項，因此女性的死亡率正在上升。

### 衛生設施
據報導，農村地區的學校衛生設施已得到改善。但於現有的社會文化規範和學校衛生狀況，女學生仍不准像男學生那樣在露天如廁。家中缺乏衛生設施迫使婦女等到晚上才到外頭露天如廁，以避免被人看見。比哈爾邦的衛生設施普及情況一直受到討論。根據2013年的一項估計，比哈爾邦約有85%的農村家中無廁所，這對婦女和女孩到田野間解決排泄問題，而在田野中被跟蹤、襲擊和強姦的風險因而隨之增加。

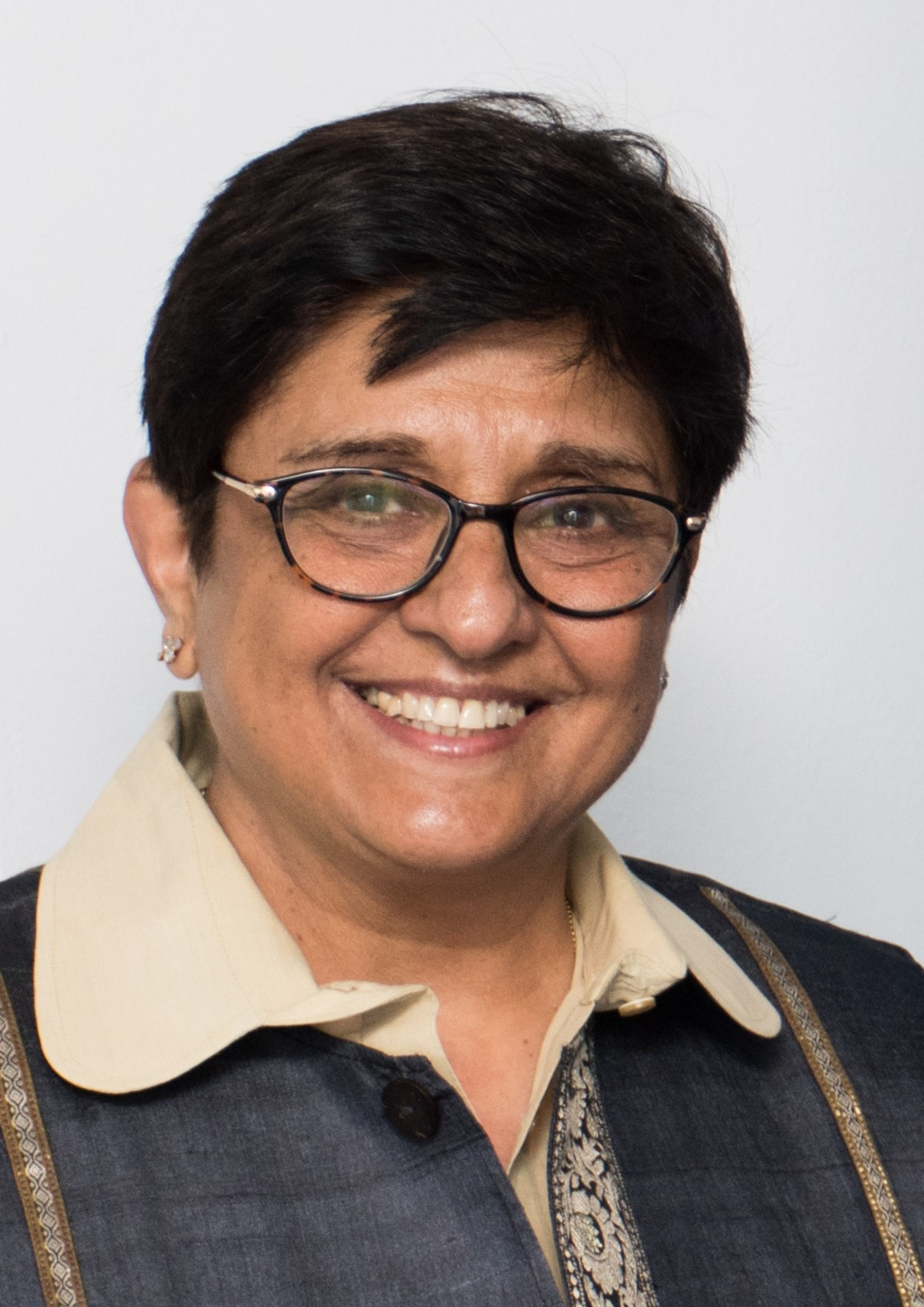
基蘭·貝迪（首位加入印度警察工作的印度女性）。

於2011年，印度最大城市孟買有一場媒體稱之為"小便權"的運動應運而生。雖然法律明文禁止，但孟買的女性如廁卻需付費，對男性則無此要求。此外，女性在田野如廁時，更屢遭性侵犯。活動人士為此發起連署，收集超過五萬份簽名，向地方政府提出訴求，停止向女性收費、增建公共廁所、確保廁所清潔、提供衛生棉及垃圾桶，並聘用女性服務人員。面對輿論壓力，市政府承諾在孟買興建數百座女性專用公廁，部分地方議員亦承諾在其選區內增設女廁。

## 附註
1. ↑  "Therefore, by the time of the Mauryan Empire the position of women in mainstream Indo-Aryan society seems to have deteriorated. Customs such as child marriage and dowry were becoming entrenched; and a young women’s purpose in life was to provide sons for the male lineage into which she married. To quote the Arthashāstra: ‘wives are there for having sons’. Practices such as female infanticide and the neglect of young girls were also developing at this time. Further, due to the increasingly hierarchical nature of the society, marriage was becoming a mere institution for childbearing and the formalization of relationships between groups. In turn, this may have contributed to the growth of increasingly instrumental attitudes towards women and girls (who moved home at marriage). It is important to note that, in all likelihood, these developments did not affect people living in large parts of the subcontinent—such as those in the south, and tribal communities inhabiting the forested hill and plateau areas of central and eastern India. That said, these deleterious features have continued to blight Indo-Aryan speaking areas of the subcontinent until the present day.[4]"
2. ↑  "Darkness can be said to have pervaded one aspect of society during the inter-imperial centuries: the degradation of women. In Hinduism, the monastic tradition was not institutionalized as it was in the heterodoxies of Buddhism and Jainism, where it was considered the only true path to spiritual liberation. (p. 88)  Instead, Hindu men of upper castes, passed through several stages of life: that of initiate, when those of the twice-born castes received the sacred thread; that of student, when the upper castes studied the Vedas; that of the married man, when they became householders; ... Since the Hindu man was enjoined to take a wife at the appropriate period of life, the roles and nature of women presented some difficulty. Unlike the monastic ascetic, the Hindu man was exhorted to have sons, and could not altogether avoid either women or sexuality. ... Manu approved of child brides, considering a girl of eight suitable for a man of twenty-four, and one of twelve appropriate for a man of thirty.(p. 89) If there was no dowry, or if the groom’s family paid that of the bride, the marriage was ranked lower. In this ranking lay the seeds of the curse of dowry that has become a major social problem in modern India, among all castes, classes and even religions. (p. 90) ... the widow’s head was shaved, she was expected to sleep on the ground, eat one meal a day, do the most menial tasks, wear only the plainest, meanest garments, and no ornaments. She was excluded from all festivals and celebrations, since she was considered inauspicious to all but her own children. This penitential life was enjoined because the widow could never quite escape the suspicion that she was in some way responsible for her husband’s premature demise.  ... The positions taken and the practices discussed by Manu and the other commentators and writers of Dharmashastra are not quaint relics of the distant past, but alive and recurrent in India today – as the attempts to revive the custom of sati (widow immolation) in recent decades has shown."[5]
3. ↑  "The legal rights, as well as the ideal images, of women were increasingly circumscribed during the Gupta era. The Laws of Manu, compiled from about 200 to 400 C.E., came to be the most prominent evidence that this era was not necessarily a golden age for women. Through a combination of legal injunctions and moral prescriptions, women were firmly tied to the patriarchal family, ... Thus the Laws of Manu severely reduced the property rights of women, recommended a significant difference in ages between husband and wife and the relatively early marriage of women, and banned widow remarriage. Manu's preoccupation with chastity reflected possibly a growing concern for the maintenance of inheritance rights in the male line, a fear of women undermining the increasingly rigid caste divisions, and a growing emphasis on male asceticism as a higher spiritual calling."[6]
4. ↑  "In regions where social life was not influenced significantly by great warrior lineages – on the fringes of Mughal power, in the north-eastern mountains, the southern peninsula, Sri Lanka, and Nepal – marriage customs tend to elaborate local family ties, enhancing local identities. Women typically marry in or near their natal village. Marriage to kin is preferred. Female seclusion (pardah) is rare and rates of female participation in higher education and wage labour are normal. Women commonly work in public in fields, in shops, and in offices. Unmarried women often walk the streets and use public transport alone or with friends, both male and female. By contrast, in regions ruled by great warrior clans – in the heartlands of Mughal power across Afghanistan, Pakistan, Punjab, Rajasthan, Uttar Pradesh, Bihar, and east across Bangladesh – extensive marriage networks are typical and the regional rank of families is critical. Marriage is normally forbidden within villages and to close kin. Families prefer women to marry at some distance from the natal village, and more so in high-status families. Pardah is widely practised, and as a result, women’s participation in education and wage labour is low. A woman’s place is definitely at home, where her virtue is the family honour. It is thus less common to see women working in public or travelling without male kin."[7]
5. ↑  "Reports of National Health & Family Survey, United Nations International Children’s Emergency Fund, and WHO have highlighted that rates of malnutrition among adolescent girls, pregnant and lactating women, and children are alarmingly high in India. Factors responsible for malnutrition in the country include the mother’s nutritional status, lactation behaviour, women’s education, and sanitation. These affect children in several ways including stunting, childhood illness, and retarded growth."[11]

## 延伸閱讀
- Ali, Azra Asghar. . Oxford University Press. 2000.
- Altekar, Anant Sadashiv. . Motilal Banarsidass. 1956.
- Amin, Sonia Nishat. . Brill. 1996.
- Anagol, Padma. . Women's History Review. 2010, 19 (4): 523–546. S2CID 144279774. doi:10.1080/09612025.2010.502398.

現代印度女性主義的萌芽，可追溯至印度西部馬哈拉什特拉邦的社會和宗教改革運動。
- Bader, Clarisse. . Trubner's Oriental Series. Routledge. 2001. ISBN 9780415244893. 已忽略未知参数|orig-date= (帮助)
- Banerjee, Swapna M. . History Compass. June 2010, 8 (6): 455–473. doi:10.1111/j.1478-0542.2010.00688.x.
- Borthwick, Meredith. . Princeton University Press. 2015.
- Brinks, Ellen. . Routledge. 2016.
- Chakravarti, Uma. . Popular Prakashan. 2003. ISBN 9788185604541.
- Chaudhur, Maitrayee (编). . New Delhi: Kali for Women & Women Unlimited. 2004.
- Choudhary, Renu. . Madhya Pradesh Journal of Social Sciences. June 2013, 18 (1): 41–53.
- Forbes, Geraldine. . Cambridge University Press. 1999., A major scholarly survey.
- Gautier, Francois (2010). Femmes indiennes. (Nouvelle revue de l'Inde.) Paris: L'Harmattan.
- Healey, Madelaine. . Routledge. 2014.
- Joshi, Rama; Liddle, Joanna. . New Brunswick: Rutgers University Press. 1986. ISBN 9780862324063.
- Joshi, Rama; Liddle, Joanna.  (PDF). Women's Studies International Forum. October 2006, 8 (5): 521–529. doi:10.1016/0277-5395(85)90083-4.
- Madhu Kishwar, In Search of Answers: Indian Women's Voices (with Ruth Vanita, Zed Books, 1984). ISBN 0862321786.
- Madhu Kishwar, Women Bhakta Poets : Manushi (Manushi Publications, 1989). ASIN B001RPVZVU.
- Majumdar, R. C. (2014). Great women of India. Kolkata :  2014.  Editors : Swami Madhavananda, Ramesh Chandra Majumdar
- Kumar, Radha. . New Delhi: Zubaan, an Associate of Kali for Women. 2003. ISBN 9788185107769.
- Raman, Sita Anantha. . ABC-CLIO. 2009.
- Sangari, Kumkum; Vaid, Sudesh (编), , Rutgers University Press, 1990, ISBN 9780813515809
- Sarkar, Sumit; Sarkar, Tanika. Sarkar, Sumit; Sarkar, Tanika , 编. . Indiana University Press. 2008. ISBN 978-0253220493.
- Seth, Sanjay. . The Journal of Asian Studies. May 2013, 72 (2): 273–297. JSTOR 43553178. S2CID 145461651. doi:10.1017/S0021911812002215.
- Sharma, Tribat. . New Delhi: ESS Publishers. 1987.
- Tharakan, Sophie M.; Tharakan, Michael. . Social Scientist. November–December 1975, 4 (4–5): 115–123. JSTOR 3516124. doi:10.2307/3516124.

### 史學
- Basu, Aparna, , Offen, Karen; Pierson, Ruth Roach; Rendall, Jane  (编), , Indiana University Press: 181, 1991, ISBN 978-0-333-54161-6, doi:10.1007/978-1-349-21512-6_10, hdl:2027/heb.03316.0001.001.
- Forbes, Geraldine Hancock. . Journal of Colonialism and Colonial History. Spring 2003, 4 (1). S2CID 144912833. doi:10.1353/cch.2003.0012.
- Pande, Rekha, , Boyd, Kelly  (编), , Taylor & Francis: 1318–1321, 1999, ISBN 9781884964336.
- Ramusack, Barbara N., , Ramusack, Barbara N.; Sievers, Sharon L.  (编), , Bloomington, Indiana: Indiana University Press, 1999, ISBN 9780253212672.

## 外部連結
- Women of the Mughal Dynasty

Template:印度主題